# Giro d'Itàlia de 2012
El Giro d'Itàlia de 2012 fou la noranta-cinquena edició del Giro d'Itàlia i es disputà entre el 5 i el 27 de maig de 2012, amb un recorregut de 3.505,1 km distribuïts en 21 etapes, dues d'elles contrarellotge individual i una per equips. Aquesta era la quinzena prova de l'UCI World Tour 2012. La sortida de la cursa es va fer a Herning, Dinamarca, i el final fou a Milà.
El vencedor final fou el canadenc Ryder Hesjedal (Garmin-Barracuda), per tan sols 16 segons sobre el català Joaquim Rodríguez (Team Katusha), la quarta menor diferència en la història d'aquesta centenària cursa i menor des que Eddy Merckx va vèncer Gianbattista Baronchelli per tan sols 12 segons el 1974. La victòria l'aconseguí en retallar els 31 segons que disposava Rodríguez sobre ell al començament de la darrera etapa, una contrarellotge pels carrers de Milà. Joaquim Rodríguez a banda de liderar la cursa durant 10 dies i guanyar dues etapes, aconseguí el mallot vermell dels punts. El tercer classificat fou el belga Thomas de Gendt (Vacansoleil-DCM). Des de 1995 no finalitzava el Giro sense cap italià al podi.
En les classificacions secundàries l'italià Matteo Rabottini (Farnese Vini-Selle Italia) guanyà la classificació de la muntanya, Rigoberto Urán (Team Sky) la dels joves, el Lampre-ISD la classificació per equips i el Garmin-Barracuda la classificació per punts per equip.

## Recorregut
Per primera vegada en els més de 100 anys d'història, el Giro comença a Escandinàvia, en concret amb un pròleg a Herning, Dinamarca, i posteriorment dues etapes més per terres daneses. Tot seguit la cursa es trasllada a Itàlia per disputar una contrarellotge per equips a Verona. A partir d'aquest moment la cursa va alternant etapes planes, trencacames i de mitja muntanya a un ritme ascendent quant a la dificultat d'aquestes. A partir de la 14a etapa la cursa entra en les etapes decisives, amb cinc etapes d'alta muntanya, la darrera de les quals és la reina de la present edició amb el pas pel Mortirolo i final al cim del pas de l'Stelvio i quasi sis mil metres de desnivell acumulat. Una contrarellotge individual pels carrers de Milà servirà per tancar la cursa.

## Equips participants
L'organitzador RCS Sport comunicà la llista dels equips convidats el 10 de gener de 2012. 22 equips prendran part en aquesta edició del Giro d'Itàlia: els 18 ProTeams i 4 equips continentals professionals:
| Núm     | Codi | Equip                        |
| ------- | ---- | ---------------------------- |
| 1-9     | LAM  | Lampre-ISD                   |
| 11-19   | ALM  | AG2R La Mondiale             |
| 21-29   | AND  | Androni Giocattoli-Venezuela |
| 31-39   | AST  | Astana Qazaqstan Team        |
| 41-49   | BMC  | BMC Racing Team              |
| 51-59   | COG  | Colnago-CSF Inox             |
| 61-69   | EUS  | Euskaltel–Euskadi            |
| 71-79   | FAR  | Farnese Vini-Selle Italia    |
| 81-89   | FDJ  | FDJ-BigMat                   |
| 91-99   | GRM  | Garmin-Barracuda             |
| 100-109 | GEC  | GreenEDGE                    |

| Núm     | Codi | Equip                   |
| ------- | ---- | ----------------------- |
| 111-119 | KAT  | Team Katusha            |
| 121-129 | LIQ  | Liquigas-Cannondale     |
| 131-139 | LBT  | Lotto-Belisol           |
| 141-149 | MOV  | Movistar Team           |
| 151-159 | OPQ  | Omega Pharma-Quick Step |
| 161-169 | RAB  | Rabobank ProTeam        |
| 171-179 | RNT  | RadioShack-Nissan       |
| 181-189 | SKY  | Team Sky                |
| 191-199 | APP  | Team NetApp             |
| 201-209 | SAX  | Team Saxo Bank          |
| 211-219 | VCD  | Vacansoleil-DCM         |

## Favorits
Aquesta edició es presenta més oberta que les anteriors després que el vencedor inicial del 2011, Alberto Contador, fos sancionat amb dos anys el 6 de febrer per dopatge durant la disputa del Tour de França de 2010 i no pugui prendre la sortida. Tres vencedors de la cursa prendran la sortida: Michele Scarponi, vencedor final del 2011 després de la desqualificació de Contador, el qual anuncià la seva voluntat de guanyar el Giro a la carretera i no pas per la suspensió d'un altre ciclista. Scarponi compartirà equip, el Lampre-ISD, amb el vencedor del 2004, Damiano Cunego. El tercer vencedor del Giro és Ivan Basso, que guanyà la cursa rosa el 2006 i 2010, el qual anuncià el 13 de novembre de 2011 que aspirava a guanyar una tercera edició.
Altres favorits a obtenir un bon resultat i lluitar per la general seran: Roman Kreuziger (Astana Qazaqstan Team), vencedor de la classificació dels joves el 2011, Joaquim Rodríguez (Team Katusha), quart el 2011, o Fränk Schleck (RadioShack-Nissan), que el 29 d'abril del 2012 anuncià que reemplaçaria el lesionat Jakob Fuglsang com a cap de files en aquesta edició del Giro, Domenico Pozzovivo (Colnago-CSF Inox), José Rujano (Androni Giocattoli-Venezuela), John Gadret (AG2R La Mondiale), tercer el 2011.

## Etapes
| Etapa     | Data            | Recorregut                                 |                           | km                 | Vencedor d'etapa           | Líder de la classificació general |
| --------- | --------------- | ------------------------------------------ | ------------------------- | ------------------ | -------------------------- | --------------------------------- |
| 1a etapa  | Dis. 5 de maig  | Herning (DEN) – Herning (DEN)              | contrarellotge individual | 8,7                | Taylor Phinney (EUA)       | Taylor Phinney (EUA)              |
| 2a etapa  | Diu. 6 de maig  | Herning (DEN) – Herning (DEN)              | Etapa plana               | 206                | Mark Cavendish (GBR)       | Taylor Phinney (EUA)              |
| 3a etapa  | Dil. 7 de maig  | Horsens (DEN) - Horsens (DEN)              | Etapa plana               | 190                | Matthew Goss (AUS)         | Taylor Phinney (EUA)              |
|           | Dim. 8 de maig  | (etapa de descans)                         | (etapa de descans)        | (etapa de descans) | (etapa de descans)         | (etapa de descans)                |
| 4a etapa  | Dic. 9 de maig  | Verona – Verona                            | contrarellotge per equips | 33,2               | Garmin-Barracuda (USA)     | Ramūnas Navardauskas (LTU)        |
| 5a etapa  | Dij. 10 de maig | Mòdena - Fano                              | Etapa plana               | 209                | Mark Cavendish (GBR)       | Ramūnas Navardauskas (LTU)        |
| 6a etapa  | Div. 11 de maig | Urbino - Porto Sant'Elpidio                | Etapa de mitja muntanya   | 210                | Miguel Ángel Rubiano (COL) | Adriano Malori (ITA)              |
| 7a etapa  | Dis. 12 de maig | Recanati - Rocca di Cambio                 | Etapa de mitja muntanya   | 205                | Paolo Tiralongo (ITA)      | Ryder Hesjedal (CAN)              |
| 8a etapa  | Diu. 13 de maig | Sulmona - Llac Laceno                      | Etapa de mitja muntanya   | 229                | Domenico Pozzovivo (ITA)   | Ryder Hesjedal (CAN)              |
| 9a etapa  | Dil. 14 de maig | San Giorgio del Sannio - Frosinone         | Etapa plana               | 166                | Francisco Ventoso (ESP)    | Ryder Hesjedal (CAN)              |
| 10a etapa | Dim. 15 de maig | Civitavecchia - Assís                      | Etapa de mitja muntanya   | 186                | Joaquim Rodríguez (CAT)    | Joaquim Rodríguez (CAT)           |
| 11a etapa | Dic. 16 de maig | Assís - Montecatini Terme                  | Etapa plana               | 255                | Roberto Ferrari (ITA)      | Joaquim Rodríguez (CAT)           |
| 12a etapa | Dij. 17 de maig | Seravezza - Sestri Levante                 | Etapa de mitja muntanya   | 155                | Lars Ytting Bak (DEN)      | Joaquim Rodríguez (CAT)           |
| 13a etapa | Div. 18 de maig | Savona - Cervere                           | Etapa plana               | 121                | Mark Cavendish (GBR)       | Joaquim Rodríguez (CAT)           |
| 14a etapa | Dis. 19 de maig | Cherasco - Cervinia                        | Etapa de muntanya         | 206                | Andrey Amador (CRC)        | Ryder Hesjedal (CAN)              |
| 15a etapa | Diu. 20 de maig | Busto Arsizio - Lecco/Pian dei Resinelli   | Etapa de muntanya         | 169                | Matteo Rabottini (ITA)     | Joaquim Rodríguez (CAT)           |
|           | Dil. 21 de maig | (etapa de descans)                         | (etapa de descans)        | (etapa de descans) | (etapa de descans)         | (etapa de descans)                |
| 16a etapa | Dim. 22 de maig | Limone sul Garda - Pfalzen                 | Etapa de mitja muntanya   | 173                | Ion Izagirre (ESP)         | Joaquim Rodríguez (CAT)           |
| 17a etapa | Dic. 23 de maig | Pfalzen - Cortina d'Ampezzo                | Etapa de muntanya         | 186                | Joaquim Rodríguez (CAT)    | Joaquim Rodríguez (CAT)           |
| 18a etapa | Dij. 24 de maig | San Vito di Cadore - Vedelago              | Etapa plana               | 149                | Andrea Guardini (ITA)      | Joaquim Rodríguez (CAT)           |
| 19a etapa | Div. 25 de maig | Treviso - Alpe di Pampeago                 | Etapa de muntanya         | 198                | Roman Kreuziger (CZE)      | Joaquim Rodríguez (CAT)           |
| 20a etapa | Dis. 26 de maig | Caldes - Val di Sole - Passo dello Stelvio | Etapa de muntanya         | 219                | Thomas de Gendt (BEL)      | Joaquim Rodríguez (CAT)           |
| 21a etapa | Diu. 27 de maig | Milà – Milà                                | contrarellotge individual | 30                 | Marco Pinotti (ITA)        | Ryder Hesjedal (CAN)              |

Etapa 1. Herning (DEN) – Herning (DEN). 5 de maig de 2012. 8,7 km (CRI)

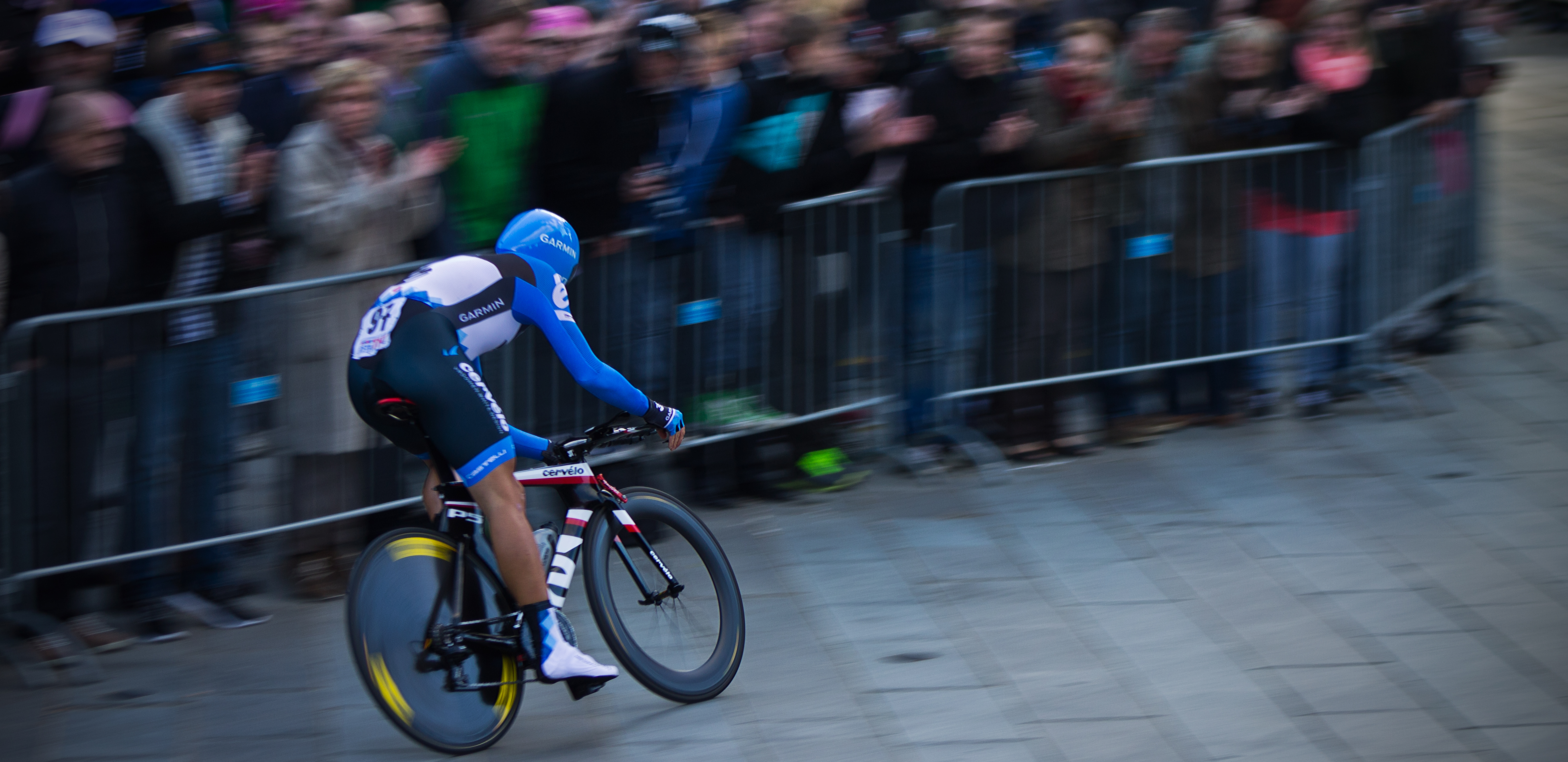
Alex Rasmussen fou el danès millor classificat en l'etapa inicial en acabar tercer, sols per darrere de Taylor Phinney i Geraint Thomas.

La cursa va començar amb una breu contrarellotge individual pels carrers de Herning de 8,7 km, relativament plana, amb sols 12 metres de desnivell entre el punt més alt i més baix de l'etapa. Malgrat això era considerada com una contrarellotge tècnica per la naturalesa del recorregut, amb diversos girs de noranta graus i llambordes en diversos trams d'aquesta.
El vencedor de l'etapa fou l'estatunidenc Taylor Phinney (BMC Racing Team), que superà en 9 segons al britànic Geraint Thomas (Team Sky) i en 13 al danès Alex Rasmussen (Garmin-Barracuda). Els catalans Joan Antoni Flecha (Team Sky) i Joaquim Rodríguez (Team Katusha) van realitzar un bon temps, quedant a 37 i 43" del vencedor respectivament.
|    | Rider                      | Team              | Time    |
| -- | -------------------------- | ----------------- | ------- |
| 1  | Taylor Phinney (EUA)       | BMC Racing Team   | 10' 26" |
| 2  | Geraint Thomas (GBR)       | Team Sky          | + 9"    |
| 3  | Alex Rasmussen (DEN)       | Garmin-Barracuda  | + 13"   |
| 4  | Manuele Boaro (ITA)        | Team Saxo Bank    | + 15"   |
| 5  | Gustav Larsson (SWE)       | Vacansoleil-DCM   | + 22"   |
| 6  | Ramūnas Navardauskas (LTU) | Garmin-Barracuda  | + 22"   |
| 7  | Brett Lancaster (AUS)      | Team Jayco AlUla  | + 23"   |
| 8  | Marco Pinotti (ITA)        | BMC Racing Team   | + 24"   |
| 9  | Jesse Sergent (NZL)        | RadioShack-Nissan | + 26"   |
| 10 | Nelson Oliveira (POR)      | RadioShack-Nissan | + 27"   |

Etapa 2. Herning (DEN) – Herning (DEN). 6 de maig de 2012. 206 km

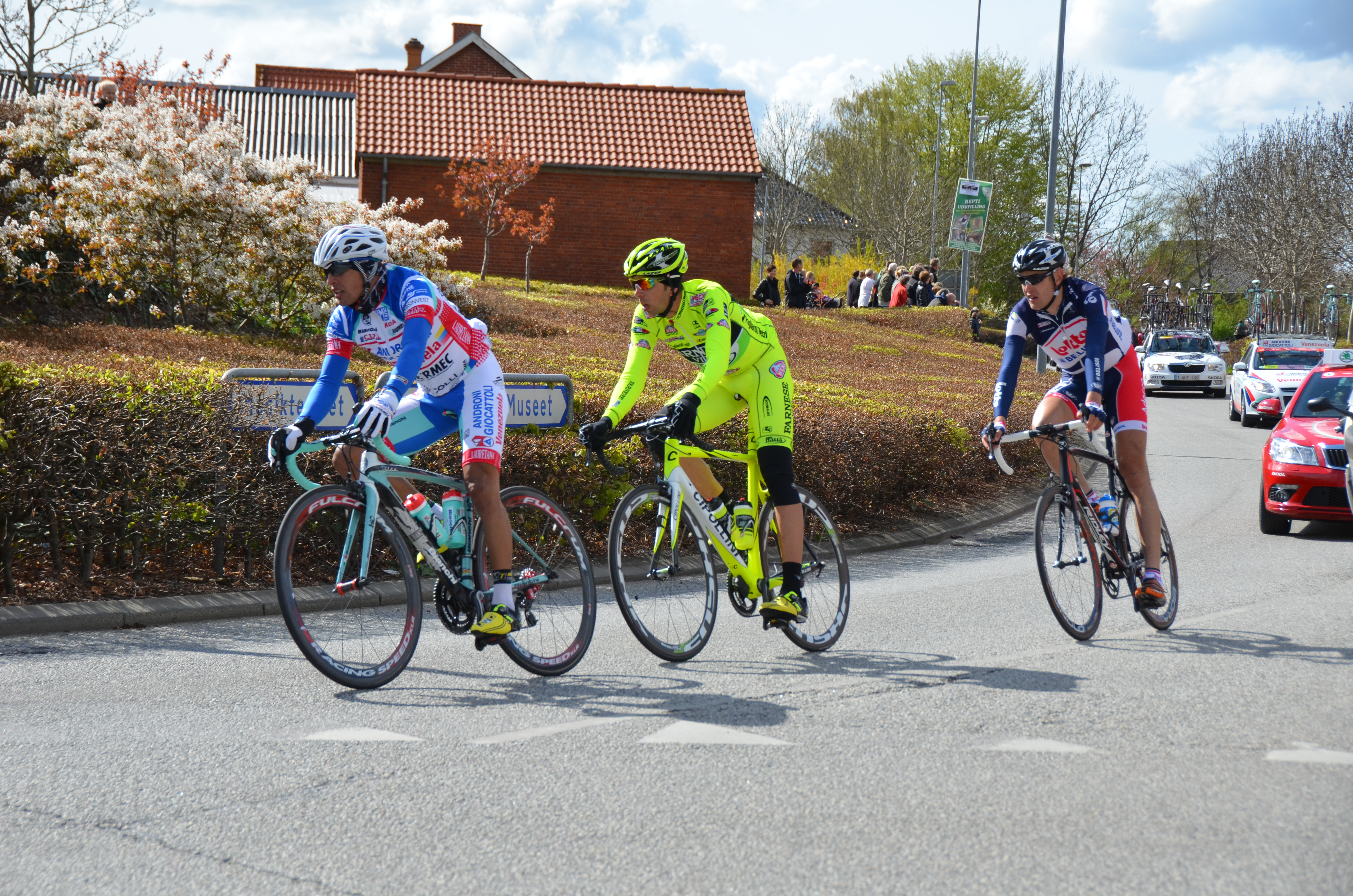
L'escapada del dia a Holstebro; Miguel Ángel Rubiano, encapçalant el grup, Alfredo Balloni i Olivier Kaisen.

Etapa bàsicament plana, que partint de Herning es dirigeix cap a Søndervig, a la riba del mar del Nord, on hi ha el Traguardo Volante del dia. D'allà se segueix la costa fins a l'altura de Lemvig, on es gira cap a l'interior, es passa l'única cota de 4a categoria de la jornada i s'inicia el descens fins a tornar a la ciutat de Herning, on es fa un petit circuit pels carrers de la ciutat.
Etapa marcada per l'escapada de tres ciclistes: Alfredo Balloni (Farnese Vini-Selle Italia), Olivier Kaisen (Lotto-Belisol) i Miguel Ángel Rubiano (Androni Giocattoli-Venezuela). Arribaren a tenir més de tretze minuts sobre el grup principal quan sols s'havia disputat una quarta part de l'etapa, però els interessos dels equips dels esprintadors i del líder van propiciar que l'escapada veiés reduït progressivament el seu marge fins a ser neutralitzats a manca de 40 km. Balloni, en ser el primer a passar per la cota de muntanya del dia, es fa amb el mallot de líder de la muntanya. Poc després de la neutralització Lars Bak (Lotto-Belisol) s'escapa en solitari durant uns quants quilòmetres, però és agafat a manca de 17 km. En el circuit final no es permet l'escapada de ningú, però el líder, Taylor Phinney, pateix una caiguda i una posterior avaria que el fa despenjar del grup quan sols manquen 8 km, però amb l'ajuda de l'equip es reintegra al grup principal. Per davant es prepara l'esprint massiu, però una caiguda en el darrer gir fa que es redueixi el nombre de ciclistes que es disputin la victòria, sent aquesta finalment per Mark Cavendish (Team Sky). Phinney manté el lideratge, mentre Cavendish aconsegueix el mallot dels punts.
|    | Rider                 | Team                         | Time       |
| -- | --------------------- | ---------------------------- | ---------- |
| 1  | Mark Cavendish (GBR)  | Team Sky                     | 4h 53' 12" |
| 2  | Matthew Goss (AUS)    | Team Jayco AlUla             | m. t.      |
| 3  | Geoffrey Soupe (FRA)  | FDJ-BigMat                   | m. t.      |
| 4  | Tyler Farrar (EUA)    | Garmin-Barracuda             | m. t.      |
| 5  | Roberto Ferrari (ITA) | Androni Giocattoli-Venezuela | m. t.      |
| 6  | Mark Renshaw (AUS)    | Rabobank ProTeam             | m. t.      |
| 7  | Thor Hushovd (NOR)    | BMC Racing Team              | m. t.      |
| 8  | Daniele Bennati (ITA) | RadioShack-Nissan            | m. t.      |
| 9  | William Bonnet (FRA)  | FDJ-BigMat                   | m. t.      |
| 10 | Geraint Thomas (GBR)  | Team Sky                     | m. t.      |

|    | Ciclista                   | Equip             | Temps      |
| -- | -------------------------- | ----------------- | ---------- |
| 1  | Taylor Phinney (EUA)       | BMC Racing Team   | 5h 03' 38" |
| 2  | Geraint Thomas (GBR)       | Team Sky          | + 9"       |
| 3  | Alex Rasmussen (DEN)       | Garmin-Barracuda  | + 13"      |
| 4  | Manuele Boaro (ITA)        | Team Saxo Bank    | + 15"      |
| 5  | Gustav Larsson (SWE)       | Vacansoleil-DCM   | + 22"      |
| 6  | Ramūnas Navardauskas (LTU) | Garmin-Barracuda  | + 22"      |
| 7  | Brett Lancaster (AUS)      | Team Jayco AlUla  | + 23"      |
| 8  | Marco Pinotti (ITA)        | BMC Racing Team   | + 24"      |
| 9  | Jesse Sergent (NZL)        | RadioShack-Nissan | + 26"      |
| 10 | Nelson Oliveira (POR)      | RadioShack-Nissan | + 27"      |

Etapa 3. Horsens (DEN) – Horsens (DEN). 7 de maig de 2012. 190 km

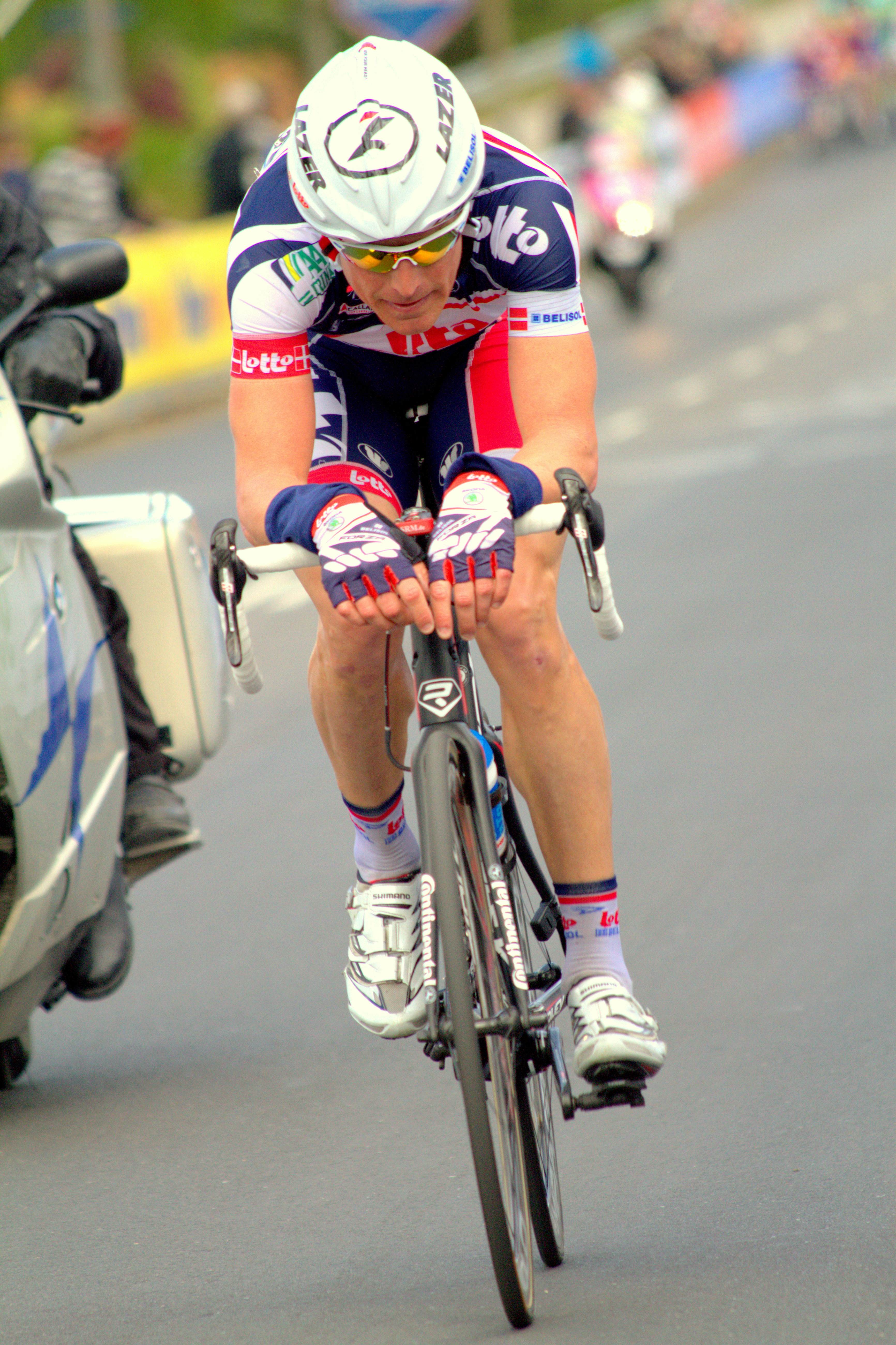
Lars Bak atacant per segon dia consecutiu, durant la tercera etapa, però no pogué obrir prou espai i fou capturat abans de l'arribada.

Darrera etapa per terres daneses, novament plana i amb una sola dificultat muntanyosa de quarta categoria, la cota d'Ejer Bavnehøj (159 m). En aquesta ocasió l'etapa discorre pels voltants de la ciutat d'Horsens i la costa del mar Bàltic. En els darrers quilòmetres es fan tres voltes a un circuit pels carrers d'Horsens.
La tercera etapa va ser dedicada al belga Wouter Weylandt, vencedor de la tercera etapa de l'edició del 2010 a Middelburg, Països Baixos, i mort en el descens del Passo del Bocco durant la tercera etapa del 2011. Una breu cerimònia, encapçalada pels seus ex-companys d'equip, es va dur a terme abans d'iniciar l'etapa a Horsens. Aquesta cerimònia també va servir per homenatjar d'alcalde de Horsens, Jan Trøjborg, mort el dia anterior d'un atac de cor.
Sis ciclistes formaren l'escapada del dia, entre ells el sisè classificat, Ramunas Navardauskas (Garmin-Barracuda), però no passaren dels tres minuts i foren neutralitzats a manca de 25 km. Com el dia anterior, Lars Bak (Lotto-Belisol) aprofità aquell moment per llençar un atac, però fou capturat en la darrera de les voltes al circuit urbà. L'esprint estava servit, però en un moviment brusc Roberto Ferrari (Androni Giocattoli-Venezuela) va fer caure a Mark Cavendish i amb ell d'altres ciclistes, com ara el líder Taylor Phinney (BMC Racing Team). La victòria d'etapa fou finalment per Matthew Goss (Team Jayco AlUla).
|    | Ciclista                 | Equip                     | Temps      |
| -- | ------------------------ | ------------------------- | ---------- |
| 1  | Matthew Goss (AUS)       | Team Jayco AlUla          | 4h 20' 53" |
| 2  | Juan José Haedo (ARG)    | Team Saxo Bank            | m. t.      |
| 3  | Tyler Farrar (EUA)       | Garmin-Barracuda          | m. t.      |
| 4  | Arnaud Démare (FRA)      | FDJ-BigMat                | m. t.      |
| 5  | Mark Renshaw (AUS)       | Rabobank ProTeam          | m. t.      |
| 6  | Thor Hushovd (NOR)       | BMC Racing Team           | m. t.      |
| 7  | Alexander Kristoff (NOR) | Team Katusha              | m. t.      |
| 8  | Romain Feillu (FRA)      | Vacansoleil-DCM           | m. t.      |
| 9  | Fumiyuki Beppu (JPN)     | Team Jayco AlUla          | m. t.      |
| 10 | Andrea Guardini (ITA)    | Farnese Vini-Selle Italia | m. t.      |

|    | Ciclista                   | Equip             | Temps      |
| -- | -------------------------- | ----------------- | ---------- |
| 1  | Taylor Phinney (EUA)       | BMC Racing Team   | 9h 24' 31" |
| 2  | Geraint Thomas (GBR)       | Team Sky          | + 9"       |
| 3  | Alex Rasmussen (DEN)       | Garmin-Barracuda  | + 13"      |
| 4  | Manuele Boaro (ITA)        | Team Saxo Bank    | + 15"      |
| 5  | Ramūnas Navardauskas (LTU) | Garmin-Barracuda  | + 18"      |
| 6  | Gustav Larsson (SWE)       | Vacansoleil-DCM   | + 22"      |
| 7  | Brett Lancaster (AUS)      | Team Jayco AlUla  | + 23"      |
| 8  | Matthew Goss (AUS)         | Team Jayco AlUla  | + 23"      |
| 9  | Marco Pinotti (ITA)        | BMC Racing Team   | + 24"      |
| 10 | Jesse Sergent (NZL)        | RadioShack-Nissan | + 26"      |

Etapa 4. Verona – Verona. 9 de maig de 2012. 33,2 km (CRE)

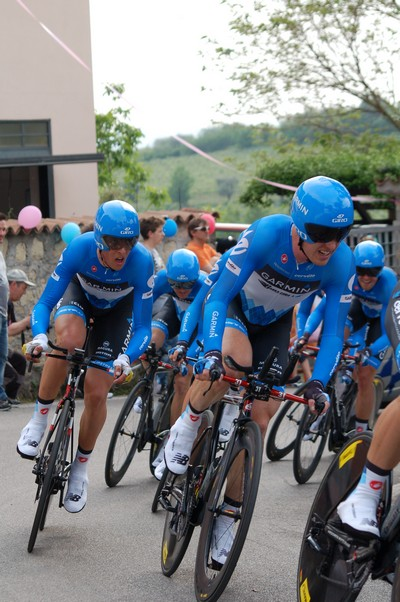
Ciclistes de l'equi durant l'etapa. La seva victòria va permetre situar a Ramūnas Navardauskas com el primer lituà a vestir el mallot rosa.

La primera etapa en territori italià, després de les tres etapes a Dinamarca i el primer dia de descans, és una contrarellotge per equips pels voltants de la ciutat de Verona. L'etapa és bàsicament plana, sense cap dificultat puntuable, però entre el km 9 i el 12,7 els ciclistes hauran de superar quasi 100 metres de desnivell.
La victòria fou pel Garmin-Barracuda, seguit a tan sols 5" per un sorprenent Team Katusha, mentre en tercera posició acabava l'Astana Qazaqstan Team. El mal resultat fet pel BMC Racing Team impedí a Taylor Phinney conservar el lideratge, que passà a mans del lituà Ramūnas Navardauskas. El bon resultat del Katusha va fer que Joaquim Rodríguez passés a la desena de la classificació general.
|    | Equip                   | Temps   |
| -- | ----------------------- | ------- |
| 1  | Garmin-Barracuda        | 37' 04" |
| 2  | Team Katusha            | + 5"    |
| 3  | Astana Qazaqstan Team   | + 22"   |
| 4  | Team Saxo Bank          | + 22"   |
| 5  | Omega Pharma-Quick Step | + 24"   |
| 6  | Team Jayco AlUla        | + 25"   |
| 7  | Liquigas-Cannondale     | + 26"   |
| 8  | RadioShack-Nissan       | + 28"   |
| 9  | Team Sky                | + 30"   |
| 10 | BMC Racing Team         | + 31"   |

|    | Ciclista                    | Equip            | Temps       |
| -- | --------------------------- | ---------------- | ----------- |
| 1  | Ramūnas Navardauskas (LTU)  | Garmin-Barracuda | 10h 01' 53" |
| 2  | Tyler Farrar (EUA)          | Garmin-Barracuda | + 10"       |
| 3  | Robert Hunter (RSA)         | Garmin-Barracuda | + 10"       |
| 4  | Ryder Hesjedal (CAN)        | Garmin-Barracuda | + 11"       |
| 5  | Taylor Phinney (EUA)        | BMC Racing Team  | + 13"       |
| 6  | Manuele Boaro (ITA)         | Team Saxo Bank   | + 19"       |
| 7  | Geraint Thomas (GBR)        | Team Sky         | + 21"       |
| 8  | Sébastien Rosseler (BEL)    | Garmin-Barracuda | + 25"       |
| 9  | Christian Vande Velde (EUA) | Garmin-Barracuda | + 26"       |
| 10 | Joaquim Rodríguez (CAT)     | Team Katusha     | + 30"       |

Etapa 5. Mòdena – Fano. 10 de maig de 2012. 209 km

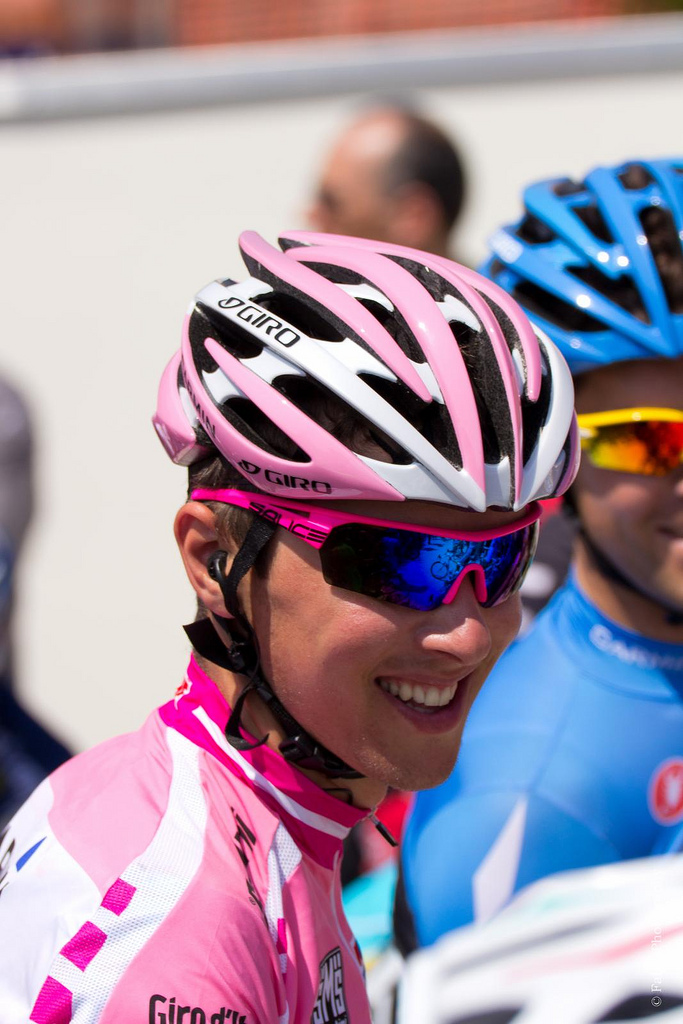
Ramūnas Navardauskas a l'inici de l'etapa a Mòdena.

Etapa completament plana tot seguint la Via Emília, una calçada romana, fins a la costa de l'Adriàtic i sols una petita cota de quarta categoria, a manca de 35 km.
Pierpaolo de Negri (Farnese Vini-Selle Italia) és l'instigador de l'escapada del dia i poc després se li uneix Olivier Kaisen, Brian Bulgac (Lotto-Belisol) i Alessandro de Marchi (Androni Giocattoli-Venezuela). El quartet va anar ampliant les diferències fins a assolir prop de sis minuts al sortir de Forlì. A partir d'aquell indret la diferència s'anà reduint gràcies a la bona feina feta pel Garmin i el Team Katusha. Al pas per la cota de quarta sols queden tres escapats al capdavant, amb 2' 30", puix Kaisen havia perdut contacte amb ells. Poc després De Marchi queda sol al capdavant, però finalment és capturat a manca de 20 km per a l'arribada. Tot i algun atac per part de Giovanni Visconti (Movistar Team) i Adam Hansen (Lotto-Belisol), l'etapa es va decidir a l'esprint. Mark Cavendish (Team Sky) s'imposà a Matthew Goss (Team Jayco AlUla), aconseguint d'aquesta manera la segona victòria en la present edició. Un petit tall entre el gran grup fa que els jutges dictaminin que hi ha 5 segons, fent que Ramūnas Navardauskas mantingui el lideratge sols per 5 segons respecte al seu company d'equip Robert Hunter.
|    | Ciclista                   | Equip                     | Temps      |
| -- | -------------------------- | ------------------------- | ---------- |
| 1  | Mark Cavendish (GBR)       | Team Sky                  | 4h 43' 15" |
| 2  | Matthew Goss (AUS)         | Team Jayco AlUla          | m. t.      |
| 3  | Daniele Bennati (ITA)      | RadioShack-Nissan         | m. t.      |
| 4  | Robert Hunter (RSA)        | Garmin-Barracuda          | m. t.      |
| 5  | Sacha Modolo (ITA)         | Colnago-CSF Inox          | m. t.      |
| 6  | Alexander Kristoff (NOR)   | Team Katusha              | m. t.      |
| 7  | Elia Favilli (ITA)         | Farnese Vini-Selle Italia | m. t.      |
| 8  | Manuel Belletti (ITA)      | AG2R La Mondiale          | m. t.      |
| 9  | Arnaud Démare (FRA)        | FDJ-BigMat                | m. t.      |
| 10 | Jonas Aaen Jørgensen (DEN) | Team Saxo Bank            | m. t.      |

|    | Ciclista                    | Equip            | Temps       |
| -- | --------------------------- | ---------------- | ----------- |
| 1  | Ramūnas Navardauskas (LTU)  | Garmin-Barracuda | 14h 45' 13" |
| 2  | Robert Hunter (RSA)         | Garmin-Barracuda | + 5"        |
| 3  | Ryder Hesjedal (CAN)        | Garmin-Barracuda | + 11"       |
| 4  | Matthew Goss (AUS)          | Team Jayco AlUla | + 13"       |
| 5  | Mark Cavendish (GBR)        | Team Sky         | + 14"       |
| 6  | Geraint Thomas (GBR)        | Team Sky         | + 16"       |
| 7  | Manuele Boaro (ITA)         | Team Saxo Bank   | + 19"       |
| 8  | Christian Vande Velde (EUA) | Garmin-Barracuda | + 26"       |
| 9  | Joaquim Rodríguez (CAT)     | Team Katusha     | + 30"       |
| 10 | Alexander Kristoff (NOR)    | Team Katusha     | + 30"       |

Etapa 6. Urbino – Porto Sant'Elpidio. 11 de maig de 2012. 210 km

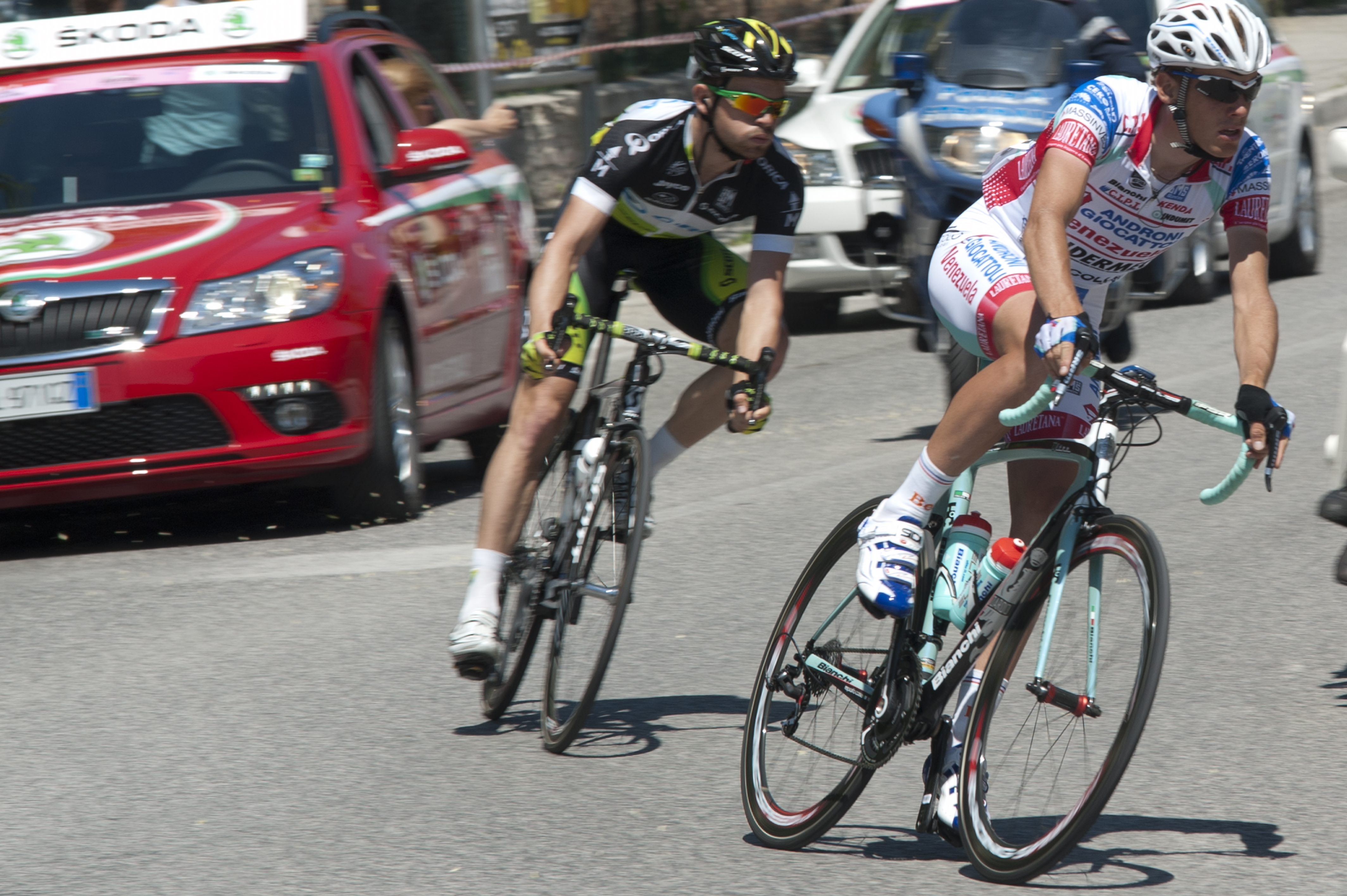
Miguel Ángel Rubiano amb Jens Keukeleire durant l'etapa.

Primera etapa de mitja muntanya de la present edició del Giro, amb els primers ports superiors als de quarta categoria. L'etapa consta d'un port de segona i tres de tercera, el darrer d'ells a 35 km de l'arriba. A banda d'aquests ports puntuables en els darrers 50 km els ciclistes hauran de superar nombrosos murs no puntuables amb rampes superiors als 10%. Els darrers 10 km són plans.
L'etapa està marcada per una nombrosa escapada de quinze ciclistes, en què sols el Team Katusha està representat per dos corredors. Quatre dels quinze corredors es depengen del grup ben aviat, entre ells el líder de la muntanya Alfredo Balloni (Farnese Vini-Selle Italia), quedant Luke Roberts (Team Saxo Bank) com el millor classificat entre els escapats. El Liquigas-Cannondale, en no tenir representació a l'escapada, va conduir el gran grup per tal de reduir les diferències que van arribar a ser de quasi nou minuts abans del primer port del dia.
Michał Gołaś (Omega Pharma-Quick Step) passà el primer per la primera cota, mentre Miguel Ángel Rubiano (Androni Giocattoli-Venezuela) ho feia en les tres restants, per passar a liderar la classificació de la muntanya. En el descens del Passo de la Cappella Pablo Lastras (Movistar Team), que anava entre els escapats, pateix una caiguda i es veu obligat a abandonar. Al pas per Montegranaro Rubiano va decidir marxar en solitari, ampliant a poc a poc les diferències respecte als seus companys d'escapada. Rubiano es presentà en solitari a l'arribada a Porto Sant'Elpidio, amb 70 segons d'avantatge sobre un grup encapçalat per Adriano Malori Lampre-ISD i Michał Gołaś. El gran grup arribà a 41" més tard que aquest grup, temps suficient perquè Malori es fes amb el liderat.
|    | Ciclista                   | Equip                        | Temps      |
| -- | -------------------------- | ---------------------------- | ---------- |
| 1  | Miguel Ángel Rubiano (COL) | Androni Giocattoli-Venezuela | 5h 38' 30" |
| 2  | Adriano Malori (ITA)       | Lampre-ISD                   | + 1' 10"   |
| 3  | Michał Gołaś (POL)         | Omega Pharma-Quick Step      | + 1' 10"   |
| 4  | Aleksandr Diatxenko (KAZ)  | Astana Qazaqstan Team        | + 1' 10"   |
| 5  | Cesare Benedetti (ITA)     | Team NetApp                  | + 1' 10"   |
| 6  | Daryl Impey (RSA)          | Team Jayco AlUla             | + 1' 51"   |
| 7  | Filippo Pozzato (ITA)      | Farnese Vini-Selle Italia    | + 1' 51"   |
| 8  | Fabio Sabatini (ITA)       | Liquigas-Cannondale          | + 1' 51"   |
| 9  | Francisco Ventoso (ESP)    | Movistar Team                | + 1' 51"   |
| 10 | Michał Kwiatkowski (POL)   | Omega Pharma-Quick Step      | + 1' 51"   |

|    | Ciclista                    | Equip                        | Temps       |
| -- | --------------------------- | ---------------------------- | ----------- |
| 1  | Adriano Malori (ITA)        | Lampre-ISD                   | 20h 25' 28" |
| 2  | Michał Gołaś (POL)          | Omega Pharma-Quick Step      | + 15"       |
| 3  | Ryder Hesjedal (CAN)        | Garmin-Barracuda             | + 17"       |
| 4  | Miguel Ángel Rubiano (COL)  | Androni Giocattoli-Venezuela | + 30"       |
| 5  | Christian Vande Velde (EUA) | Garmin-Barracuda             | + 32"       |
| 6  | Joaquim Rodríguez (CAT)     | Team Katusha                 | + 36"       |
| 7  | Peter Stetina (EUA)         | Garmin-Barracuda             | + 37"       |
| 8  | Daniel Moreno (ESP)         | Team Katusha                 | + 39"       |
| 9  | Enrico Gasparotto (ITA)     | Astana Qazaqstan Team        | + 39"       |
| 10 | Luke Roberts (AUS)          | Team Saxo Bank               | + 41"       |

Etapa 7. Recanati – Rocca di Cambio. 12 de maig de 2012. 205 km

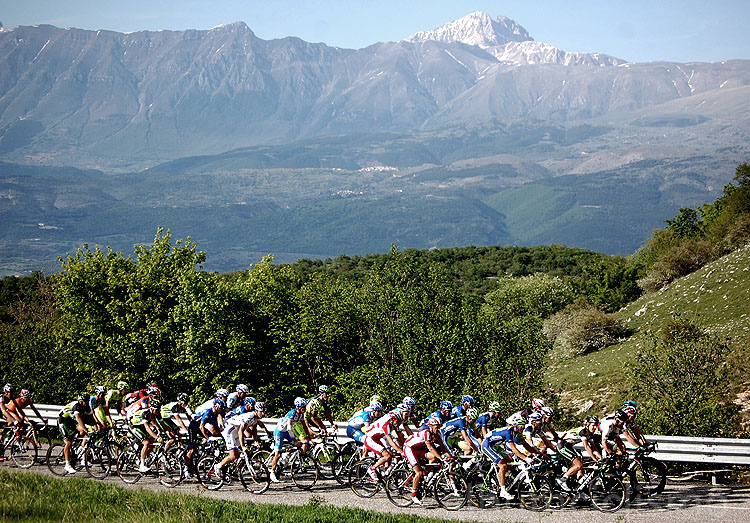
El gran grup durant l'etapa amb final a Rocca di Cambio.

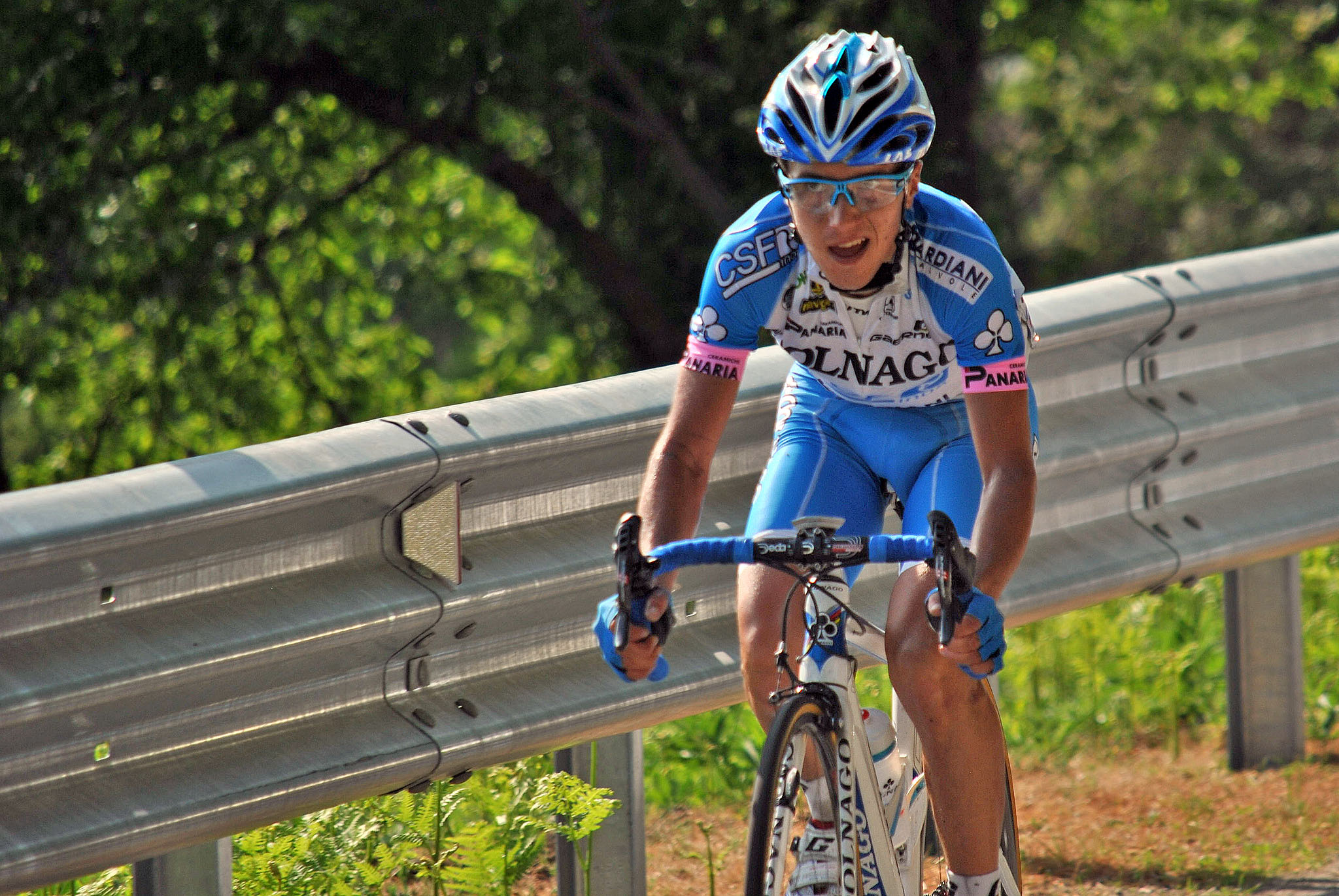
Domenico Pozzovivo atacà a 6,8 km de l'arribada, per guanyar la seva primera etapa al Giro amb 23 segons sobre Beñat Intxausti.

Nova etapa de mitja muntanya i primera arribada en alt de la present edició, a Rocca di Cambio, després d'una ascensió final de 19,1 km al 3,9% de mitjana que comença en passar la població de L'Aquila. Anteriorment els ciclistes han de superar un port de tercera categoria al km. 101 d'etapa.
En començar l'etapa es forma una escapada integrada per quatre ciclistes: Fumiyuki Beppu (Team Jayco AlUla), Mirko Selvaggi (Vacansoleil-DCM), Reto Hollenstein (Team NetApp) i Matteo Rabottini (Farnese Vini-Selle Italia). El quartet amplià ràpidament les distància i al km 27 ja era de més de 9 minuts.
El gran grup va anar accelerant el ritme a mesura s'acostava el tram final, liderat pel Garmin-Barracuda, Team Katusha i Lampre-ISD, rebaixant la diferència a poc més de dos minuts i mig al pas per l'esprint de L'Aquila. Rabottini intentà arribar en solitari, però poc després fou neutralitzat. Pel darrere hi ha alguns intents d'escapada, entre ells el de Stefano Pirazzi (Colnago-CSF Inox), Valerio Agnoli, José Herrada (Movistar Team) i Daniele Pietropolli (Lampre-ISD). Pirazzi i Herrada s'uniren a manca de 12 km, mantenint una escassa distància respecte als perseguidors i atacant-se mútuament. A manca d'un quilòmetre Herrada deixà l'italià, però a 700 metres, en el tram més dur d'ascensió, és superat pels favorits. La victòria se la juguen Paolo Tiralongo (Astana Qazaqstan Team) i Michele Scarponi (Lampre-ISD), sent el vencedor final Tiralongo. Fränk Schleck (RadioShack-Nissan) acabà tercer i Joaquim Rodríguez quart. El nou líder és el canadenc Ryder Hesjedal (Garmin-Barracuda), que d'aquesta manera es converteix en el primer canadenc en liderar el Giro d'Itàlia.
|    | Ciclista                 | Equip                 | Temps      |
| -- | ------------------------ | --------------------- | ---------- |
| 1  | Paolo Tiralongo (ITA)    | Astana Qazaqstan Team | 5h 51' 03" |
| 2  | Michele Scarponi (ITA)   | Lampre-ISD            | m. t.      |
| 3  | Fränk Schleck (LUX)      | RadioShack-Nissan     | + 3"       |
| 4  | Joaquim Rodríguez (CAT)  | Team Katusha          | + 3"       |
| 5  | Ryder Hesjedal (CAN)     | Garmin-Barracuda      | + 5"       |
| 6  | Domenico Pozzovivo (ITA) | Colnago-CSF Inox      | + 9"       |
| 7  | Daniel Moreno (ESP)      | Team Katusha          | + 9"       |
| 8  | Ivan Basso (ITA)         | Liquigas-Cannondale   | + 9"       |
| 9  | Mikel Nieve (ESP)        | Euskaltel–Euskadi     | + 11"      |
| 10 | Gianluca Brambilla (ITA) | Colnago-CSF Inox      | + 11"      |

|    | Ciclista                    | Equip                   | Temps       |
| -- | --------------------------- | ----------------------- | ----------- |
| 1  | Ryder Hesjedal (CAN)        | Garmin-Barracuda        | 26h 16' 53" |
| 2  | Paolo Tiralongo (ITA)       | Astana Qazaqstan Team   | + 15"       |
| 3  | Joaquim Rodríguez (CAT)     | Team Katusha            | + 17"       |
| 4  | Christian Vande Velde (EUA) | Garmin-Barracuda        | + 21"       |
| 5  | Peter Stetina (EUA)         | Garmin-Barracuda        | + 26"       |
| 6  | Daniel Moreno (ESP)         | Team Katusha            | + 26"       |
| 7  | Roman Kreuziger (CZE)       | Astana Qazaqstan Team   | + 35"       |
| 8  | Ivan Basso (ITA)            | Liquigas-Cannondale     | + 40"       |
| 9  | Damiano Caruso (ITA)        | Liquigas-Cannondale     | + 45"       |
| 10 | Dario Cataldo (ITA)         | Omega Pharma-Quick Step | + 46"       |

Etapa 8. Sulmona – Llac Laceno. 13 de maig de 2012. 229 km
Nova etapa de mitja muntanya, amb final un terreny amb nombroses pujades i baixes però sols dos ports puntuables, un de quarta categoria al km 65,5 i un de segona al km 224,6, a sols 4 km per a l'arribada al Llac Laceno.
Quan només es porten disputats 15 km es forma una escapada composta per quatre ciclistes: Andrey Amador (Movistar Team), Julien Bérard (AG2R La Mondiale), Tomasz Marczyński (Vacansoleil-DCM) i Miguel Mínguez (Euskaltel–Euskadi). A mitja etapa disposen d'uns onze minuts respecte al grup principal.
Amador i Marczyński van deixar els seus companys després del pas per l'esprint de San Giorgio del Sannio, quan l'avantatge s'havia reduït als quatre minuts. Amb el Garmin-Barracuda, l'Astana Qazaqstan Team i el Colnago-CSF Inox comandant el gran grup les diferències es van reduir de manera ostensible, fins a ser capturats a manca de 17 km per a l'arribada. El fort ritme imposat per l'Astana provocà nombrosos problemes entre alguns ciclistes, com ara el vencedor de la sisena etapa, Miguel Ángel Rubiano (Androni Giocattoli-Venezuela). A manca de 6,8 km Domenico Pozzovivo (Colnago-CSF Inox) atacà veient que no hi havia cap moviment entre els favorits, agafant ràpidament 30 segons sobre el gran grup. Tot seguit fou Beñat Intxausti (Movistar Team) el que sortí en la seva caça, sense que arribés a temps per capturar-lo. Pozzovivo s'imposà en solitari amb 23" sobre Intxausti i 27" sobre Joaquim Rodríguez (Team Katusha). El Purito gràcies a aquesta tercera posició aconseguí 8" de bonificació que li serviren per passar a la segona posició en la classificació general, a sols 9" de Ryder Hesjedal (Garmin-Barracuda.
|    | Ciclista                 | Equip                        | Temps      |
| -- | ------------------------ | ---------------------------- | ---------- |
| 1  | Domenico Pozzovivo (ITA) | Colnago-CSF Inox             | 6h 06' 05" |
| 2  | Beñat Intxausti (ESP)    | Movistar Team                | + 23"      |
| 3  | Joaquim Rodríguez (CAT)  | Team Katusha                 | + 27"      |
| 4  | Thomas de Gendt (BEL)    | Vacansoleil-DCM              | + 27"      |
| 5  | Dario Cataldo (ITA)      | Omega Pharma-Quick Step      | + 27"      |
| 6  | Damiano Caruso (ITA)     | Liquigas-Cannondale          | + 27"      |
| 7  | Gianluca Brambilla (ITA) | Colnago-CSF Inox             | + 27"      |
| 8  | Bartosz Huzarski (POL)   | Team NetApp                  | + 27"      |
| 9  | José Rujano (VEN)        | Androni Giocattoli-Venezuela | + 27"      |
| 10 | John Gadret (FRA)        | AG2R La Mondiale             | + 27"      |

|    | Ciclista                | Equip                   | Temps       |
| -- | ----------------------- | ----------------------- | ----------- |
| 1  | Ryder Hesjedal (CAN)    | Garmin-Barracuda        | 32h 23' 25" |
| 2  | Joaquim Rodríguez (CAT) | Team Katusha            | + 9"        |
| 3  | Paolo Tiralongo (ITA)   | Astana Qazaqstan Team   | + 15"       |
| 4  | Roman Kreuziger (CZE)   | Astana Qazaqstan Team   | + 35"       |
| 5  | Beñat Intxausti (ESP)   | Movistar Team           | + 35"       |
| 6  | Ivan Basso (ITA)        | Liquigas-Cannondale     | + 40"       |
| 7  | Damiano Caruso (ITA)    | Liquigas-Cannondale     | + 45"       |
| 8  | Dario Cataldo (ITA)     | Omega Pharma-Quick Step | + 46"       |
| 9  | Fränk Schleck (LUX)     | RadioShack-Nissan       | + 48"       |
| 10 | Eros Capecchi (ITA)     | Liquigas-Cannondale     | + 52"       |

Etapa 9. San Giorgio del Sannio – Frosinone. 14 de maig de 2012. 166 km

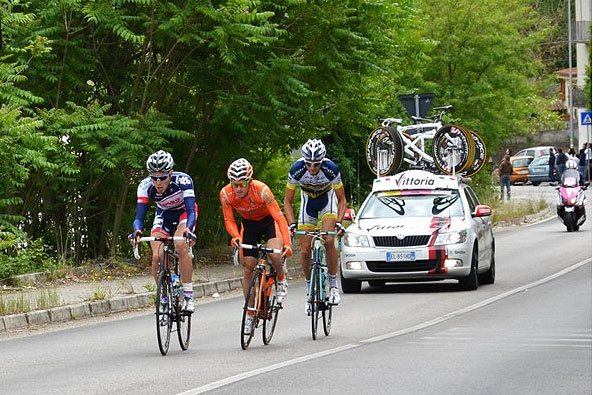
Els escapats prop de Benevento. Brian Bulgac, per davant de Pierre Cazaux i Martijn Keizer.

Després de tres etapes de mitja muntanya arriba una etapa totalment plana, sense cap dificultat muntanyosa puntuable, pensada pel lluïment dels esprintadors, però amb alguna petita rampa en els darrers quilòmetres. L'etapa discorre en direcció nord, després que en l'anterior etapa s'arribés al punt més meridional de la present edició.
Només sortir de San Giorgio del Sannio es forma l'escapada del dia, integrada per Brian Bulgac (Lotto-Belisol), Martijn Keizer (Vacansoleil-DCM i Pierre Cazaux (Euskaltel–Euskadi. Els escapats en cap moment suposen cap amenaça per a l'arribada a l'esprint, ja que no passaren dels quatre minuts de diferència respecte al gran grup. Amb el Team Jayco AlUla al capdavant del pilot la diferència es reduí notablement, sent de tan sols un minut a manca de 35 quilòmetres. Keizer, quan faltaven 17 quilòmetres, fou el darrer en ser capturat.
Els petits turons als afores de Frosinone provoquen alguns atacs per part d'alguns ciclistes, entre ells Joaquim Rodríguez (Team Katusha), segon a la general. Cap d'aquests atacs fructificà i la victòria es decidí en un esprint en què no prengueren part alguns dels favorits, afectats per una caiguda en traçar malament la darrera corba. Matthew Goss, Filippo Pozzato o Mark Cavendish foren alguns dels principals afectats. La victòria fou per a Francisco Ventoso (Movistar Team), per davant de Giacomo Nizzolo (RadioShack-Nissan), aconseguint d'aquesta manera la seva segona victòria al Giro d'Itàlia.
|    | Ciclista                 | Equip                        | Temps      |
| -- | ------------------------ | ---------------------------- | ---------- |
| 1  | Francisco Ventoso (ESP)  | Movistar Team                | 3h 39' 15" |
| 2  | Fabio Felline (ITA)      | Androni Giocattoli-Venezuela | m. t.      |
| 3  | Giacomo Nizzolo (ITA)    | RadioShack-Nissan            | m. t.      |
| 4  | Damiano Caruso (ITA)     | Liquigas-Cannondale          | m. t.      |
| 5  | Daniel Schorn (AUT)      | Team NetApp                  | m. t.      |
| 6  | Alexander Kristoff (NOR) | Team Katusha                 | m. t.      |
| 7  | Ryder Hesjedal (CAN)     | Garmin-Barracuda             | m. t.      |
| 8  | Matthias Brändle (AUT)   | Team NetApp                  | m. t.      |
| 9  | Manuel Belletti (ITA)    | AG2R La Mondiale             | m. t.      |
| 10 | Daryl Impey (RSA)        | Team Jayco AlUla             | m. t.      |

|    | Ciclista                | Equip                   | Temps       |
| -- | ----------------------- | ----------------------- | ----------- |
| 1  | Ryder Hesjedal (CAN)    | Garmin-Barracuda        | 36h 02' 40" |
| 2  | Joaquim Rodríguez (CAT) | Team Katusha            | + 9"        |
| 3  | Paolo Tiralongo (ITA)   | Astana Qazaqstan Team   | + 15"       |
| 4  | Roman Kreuziger (CZE)   | Astana Qazaqstan Team   | + 35"       |
| 5  | Beñat Intxausti (ESP)   | Movistar Team           | + 35"       |
| 6  | Ivan Basso (ITA)        | Liquigas-Cannondale     | + 40"       |
| 7  | Damiano Caruso (ITA)    | Liquigas-Cannondale     | + 45"       |
| 8  | Dario Cataldo (ITA)     | Omega Pharma-Quick Step | + 46"       |
| 9  | Fränk Schleck (LUX)     | RadioShack-Nissan       | + 48"       |
| 10 | Eros Capecchi (ITA)     | Liquigas-Cannondale     | + 52"       |

Etapa 10. Civitavecchia – Assís. 15 de maig de 2012. 186 km

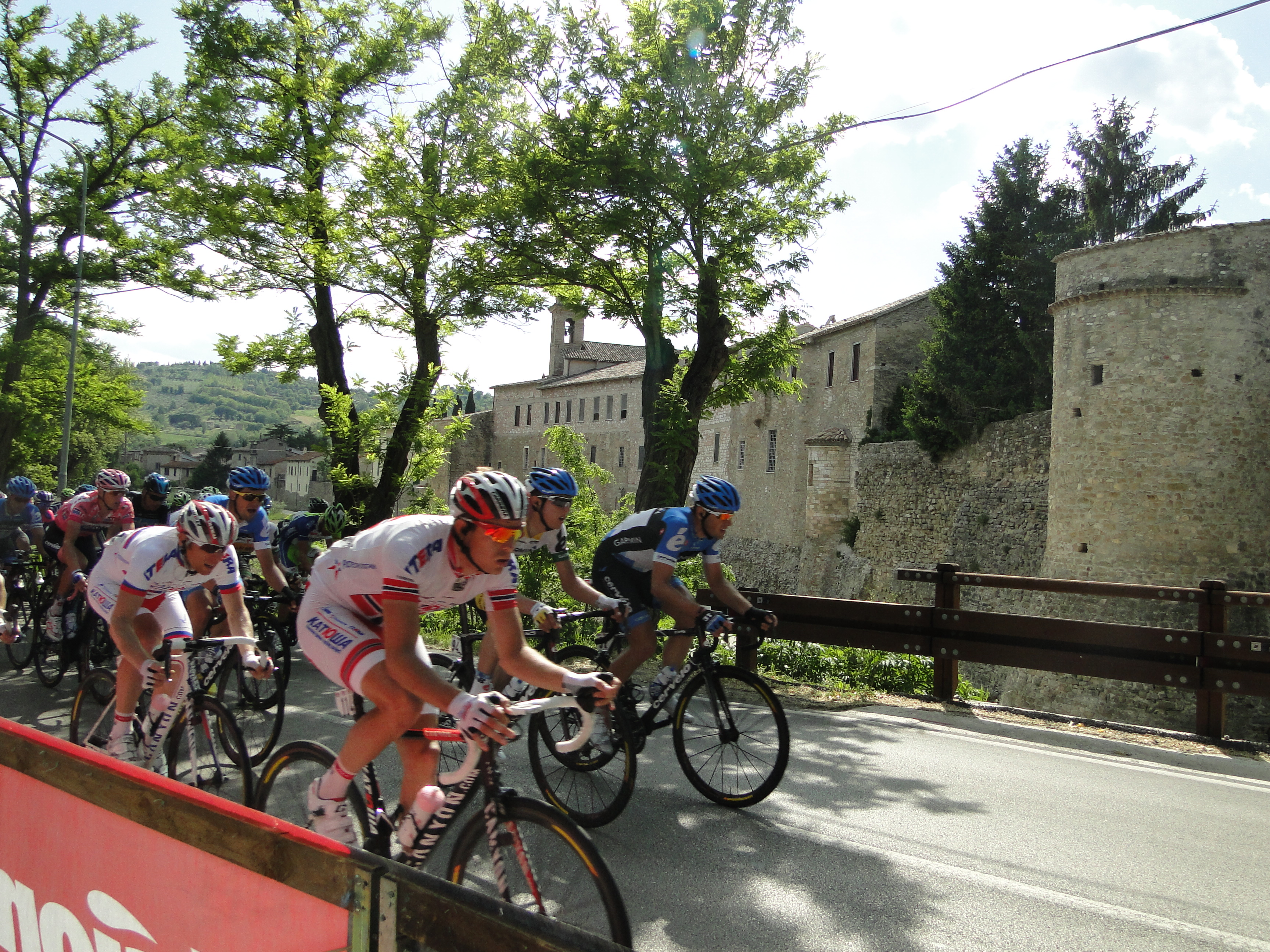
El i el al capdavant del pilot durant l'etapa, protegint els respectius líders al capdamunt de la classificació, Joaquim Rodríguez i Ryder Hesjedal.

Etapa qualificada de mitja muntanya, tot i que sols amb una cota puntuable, l'ascensió final a Assís. Aquesta ascensió final es divideix en dues parts separades per un lleuger descens. La primera part té rampes de fins al 15% i una mitjana quasi del 10% durant 1.600 metres, mentre la segona, ja pels carrers d'Assís té una mitjana del 8,5% en 1.200 metres, amb algun tram de pavé i el pas per carrers molt estrets.
Després de diversos intents infructuosos, finalment s'acaba formant una escapada integrada per Martijn Keizer (Vacansoleil-DCM) i Miguel Mínguez (Euskaltel–Euskadi), als quals se'ls uneix al cap de poca estona Guillaume Bonnafond (AG2R La Mondiale), Matthias Brändle (Team NetApp) i Francesco Failli (Farnese Vini-Selle Italia). Els escapats aconseguiren una màxima diferència propera als cinc minuts al  km 50. El Team Katusha i el Garmin-Barracuda van controlar en tot moment les diferències respecte al gran grup, començant a reduir el temps a mesura s'apropaven a Assís. A manca de 30 km comencen a atacar-se els escapats i es formen dos grupets, mentre pel darrere surt Stef Clement (Rabobank ProTeam) que enllaça primer amb el grup despenjat i posteriorment es tornen a unir tots en un sol grup.
Les diferències dels escapats són de tan sols 20" a manca de 10 km, per ser reintegrats a la disciplina del gran grup a manca de 7,5 km. Els equips dels favorits lluiten per col·locar els seus caps de fila en una bona situació per encarar la pujada final. John Gadret (AG2R La Mondiale) i Rigoberto Urán (Team Sky) són els primers a prendre la iniciativa, però no és fins als darrers metres quan es decideix l'etapa, amb un primer atac de Paolo Tiralongo (Astana Qazaqstan Team), seguit per un altre de Tom Slagter (Rabobank ProTeam) que fou contestat per Joaquim Rodríguez (Team Katusha) a tan sols 200 metres de l'arribada, que es presentà amb dos segons sobre Bartosz Huzarski (Team NetApp). Ryder Hesjedal (Garmin-Barracuda) arribà a 6", amb la majoria de favorits. Frank Schleck (RadioShack-Nissan) perdé 26". Amb aquesta victòria el Purito es convertia en el primer català a vestir el mallot rosa des que Miquel Poblet ho fes el 1961, alhora que aconseguia guanyar una etapa en les tres Grans Voltes.
|    | Ciclista                 | Equip                   | Temps      |
| -- | ------------------------ | ----------------------- | ---------- |
| 1  | Joaquim Rodríguez (CAT)  | Team Katusha            | 4h 25' 05" |
| 2  | Bartosz Huzarski (POL)   | Team NetApp             | + 2"       |
| 3  | Giovanni Visconti (ITA)  | Movistar Team           | + 2"       |
| 4  | Domenico Pozzovivo (ITA) | Colnago-CSF Inox        | + 6"       |
| 5  | John Gadret (FRA)        | AG2R La Mondiale        | + 6"       |
| 6  | Ryder Hesjedal (CAN)     | Garmin-Barracuda        | + 6"       |
| 7  | Tom-Jelte Slagter (NED)  | Rabobank ProTeam        | + 6"       |
| 8  | Dario Cataldo (ITA)      | Omega Pharma-Quick Step | + 6"       |
| 9  | Roman Kreuziger (CZE)    | Astana Qazaqstan Team   | + 6"       |
| 10 | Rigoberto Urán (COL)     | Team Sky                | + 6"       |

|    | Ciclista                | Equip                   | Temps       |
| -- | ----------------------- | ----------------------- | ----------- |
| 1  | Joaquim Rodríguez (CAT) | Team Katusha            | 40h 27' 34" |
| 2  | Ryder Hesjedal (CAN)    | Garmin-Barracuda        | + 17"       |
| 3  | Paolo Tiralongo (ITA)   | Astana Qazaqstan Team   | + 32"       |
| 4  | Roman Kreuziger (CZE)   | Astana Qazaqstan Team   | + 52"       |
| 5  | Beñat Intxausti (ESP)   | Movistar Team           | + 52"       |
| 6  | Ivan Basso (ITA)        | Liquigas-Cannondale     | + 57"       |
| 7  | Damiano Caruso (ITA)    | Liquigas-Cannondale     | + 1' 02"    |
| 8  | Dario Cataldo (ITA)     | Omega Pharma-Quick Step | + 1' 03"    |
| 9  | Eros Capecchi (ITA)     | Liquigas-Cannondale     | + 1' 09"    |
| 10 | Rigoberto Urán (COL)    | Team Sky                | + 1' 10"    |

Etapa 11. Assís – Montecatini Terme. 16 de maig de 2012. 255 km

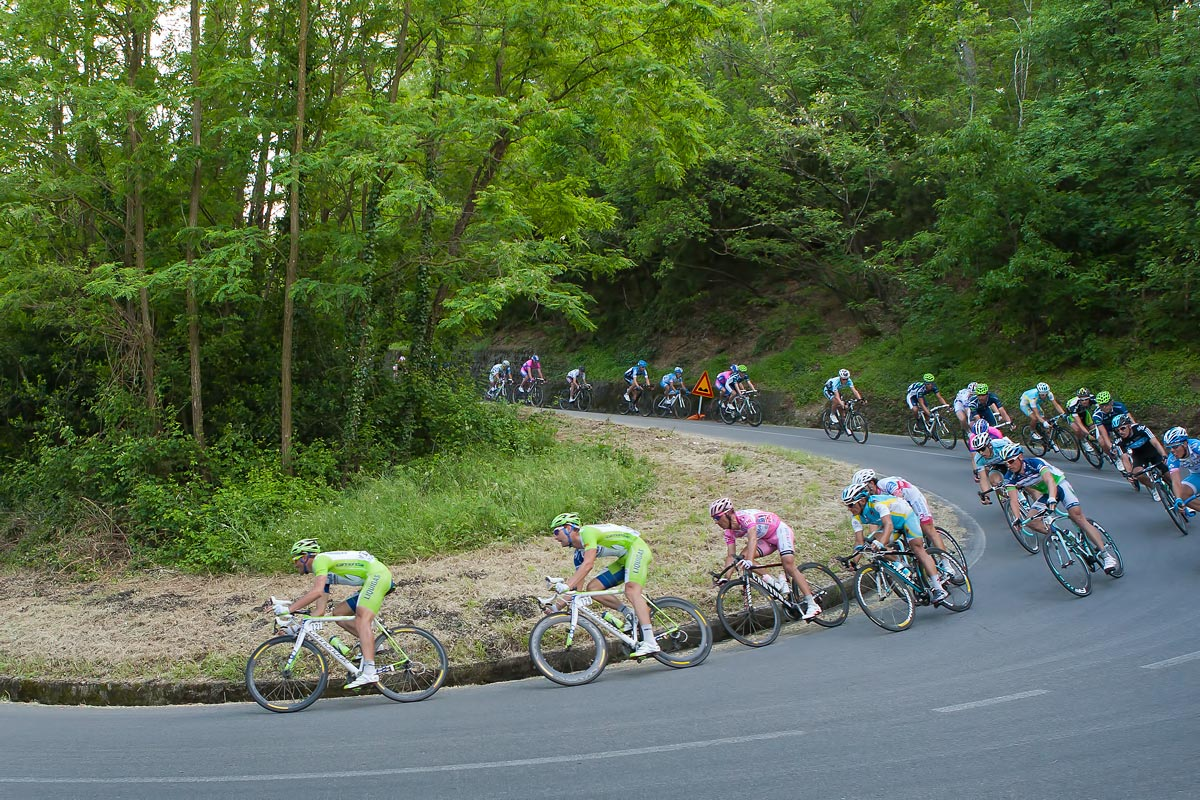
El gran grup a uns 15 km de l'arribada. El grup és encapçalat per Ivan Basso, Eros Capecchi i Joaquim Rodríguez en tercera posició.

Etapa més llarga de la present edició, amb tan sols dues petites dificultats muntanyoses, un port de tercera a manca de 100 km i un de quarta a manca d'11 km per la finalització de l'etapa, que es troba dins un circuit final, de 14,4 km.
En els primers 10 km d'etapa es forma una escapada formada per Adrián Sáez (Euskaltel–Euskadi), Mickaël Delage (FDJ-BigMat), Olivier Kaisen (Lotto-Belisol), Manuele Boaro (Team Saxo Bank) Stefan Denifl (Vacansoleil-DCM) i Simone Ponzi (Astana Qazaqstan Team), que arriben a tenir una màxima diferència de quasi cinc minuts respecte al pilot principal.
Amb el Rabobank ProTeam, Team Sky i Team Katusha encapçalant el pilot, la diferència de l'escapada fluctuà entre els dos i els quatre minuts la major part de l'estona. A manca de 30 km per a l'arribada Boaro atacà els seus companys, marxant en solitari amb uns segons per davant fins que a l'entrada al circuit final és agafat pel pilot principal encapçalat pel Movistar Team.
En l'ascens al coll de Vico es produeixen diferents atacs, però cap d'ells té èxit i finalment s'arriba a la meta agrupats per disputar-se la victòria a l'esprint. Un error en el darrer tomb fa que Mark Cavendish (Team Sky) quedi endarrerit i la victòria finalment sigui per a Roberto Ferrari (Androni Giocattoli-Venezuela), que d'aquesta manera aconsegueix la seva primera victòria al Giro. Cavendish acaba quart, però aconsegueix el mallot vermell dels punts. No hi ha canvis importants a la general.
|    | Ciclista                | Equip                        | Temps      |
| -- | ----------------------- | ---------------------------- | ---------- |
| 1  | Roberto Ferrari (ITA)   | Androni Giocattoli-Venezuela | 6h 49' 05" |
| 2  | Francesco Chicchi (ITA) | Omega Pharma-Quick Step      | m. t.      |
| 3  | Tomas Vaitkus (LTU)     | Team Jayco AlUla             | m. t.      |
| 4  | Mark Cavendish (GBR)    | Team Sky                     | m. t.      |
| 5  | Manuel Belletti (ITA)   | AG2R La Mondiale             | m. t.      |
| 6  | Giacomo Nizzolo (ITA)   | RadioShack-Nissan            | m. t.      |
| 7  | Daniel Schorn (AUT)     | Team NetApp                  | m. t.      |
| 8  | Arnaud Démare (FRA)     | FDJ-BigMat                   | m. t.      |
| 9  | Danilo Wyss (SUI)       | BMC Racing Team              | m. t.      |
| 10 | Geoffrey Soupe (FRA)    | FDJ-BigMat                   | m. t.      |

|    | Ciclista                | Equip                   | Temps       |
| -- | ----------------------- | ----------------------- | ----------- |
| 1  | Joaquim Rodríguez (CAT) | Team Katusha            | 47h 16' 39" |
| 2  | Ryder Hesjedal (CAN)    | Garmin-Barracuda        | + 17"       |
| 3  | Paolo Tiralongo (ITA)   | Astana Qazaqstan Team   | + 32"       |
| 4  | Roman Kreuziger (CZE)   | Astana Qazaqstan Team   | + 52"       |
| 5  | Beñat Intxausti (ESP)   | Movistar Team           | + 52"       |
| 6  | Ivan Basso (ITA)        | Liquigas-Cannondale     | + 57"       |
| 7  | Damiano Caruso (ITA)    | Liquigas-Cannondale     | + 1' 02"    |
| 8  | Dario Cataldo (ITA)     | Omega Pharma-Quick Step | + 1' 03"    |
| 9  | Eros Capecchi (ITA)     | Liquigas-Cannondale     | + 1' 09"    |
| 10 | Rigoberto Urán (COL)    | Team Sky                | + 1' 10"    |

Etapa 12. Seravezza – Sestri Levante. 17 de maig de 2012. 155 km
Etapa curta i accidentada per la costa de la Ligúria, amb quatre dificultats muntanyoses, una de quarta dues de tercera i una de segona categoria. El darrer port es troba a sols 11 km per a l'arribada.
Tot i diversos intents d'escapada no serà fins al km 40 quan es formi l'escapada del dia. Primer formada per set ciclistes i posteriorment augmentada a nou, el millor classificat d'ells era el francès Sandy Casar (FDJ-BigMat), situat a quatre minuts del líder Joaquim Rodríguez. L'escapada arribà a tenir una màxima diferència de set minuts a manca de 40 km per a l'arribada. El Team Katusha deixava fer i hagué de ser el Liquigas-Cannondale l'equip que marquès el ritme per intentar reduir una mica la diferència. Entre els escapats es produïren diferents atacs, sent el definitiu el protagonitzat per Lars Bak a manca de 2 km. Casar, líder virtual durant molta estona de l'etapa, arribà en segona posició posició i es col·locà tercer a la general, ja que finalment el grup dels favorits arribà a 3' 23".
|    | Ciclista                 | Equip                        | Temps      |
| -- | ------------------------ | ---------------------------- | ---------- |
| 1  | Lars Bak (DEN)           | Lotto-Belisol                | 3h 58' 55" |
| 2  | Sandy Casar (FRA)        | FDJ-BigMat                   | + 11"      |
| 3  | Andrey Amador (CRC)      | Movistar Team                | + 11"      |
| 4  | Jan Bakelants (BEL)      | RadioShack-Nissan            | + 11"      |
| 5  | Ivan Santaromita (ITA)   | BMC Racing Team              | + 11"      |
| 6  | Jackson Rodríguez (VEN)  | Androni Giocattoli-Venezuela | + 11"      |
| 7  | Amets Txurruka (ESP)     | Euskaltel–Euskadi            | + 11"      |
| 8  | Martijn Keizer (NED)     | Vacansoleil-DCM              | + 43"      |
| 9  | Michał Gołaś (POL)       | Omega Pharma-Quick Step      | + 48"      |
| 10 | Joan Antoni Flecha (CAT) | Team Sky                     | + 3' 34"   |

|    | Ciclista                | Equip                   | Temps       |
| -- | ----------------------- | ----------------------- | ----------- |
| 1  | Joaquim Rodríguez (CAT) | Team Katusha            | 51h 19' 08" |
| 2  | Ryder Hesjedal (CAN)    | Garmin-Barracuda        | + 17"       |
| 3  | Sandy Casar (FRA)       | FDJ-BigMat              | + 26"       |
| 4  | Paolo Tiralongo (ITA)   | Astana Qazaqstan Team   | + 32"       |
| 5  | Ivan Santaromita (ITA)  | BMC Racing Team         | + 49"       |
| 6  | Roman Kreuziger (CZE)   | Astana Qazaqstan Team   | + 52"       |
| 7  | Beñat Intxausti (ESP)   | Movistar Team           | + 52"       |
| 8  | Ivan Basso (ITA)        | Liquigas-Cannondale     | + 57"       |
| 9  | Damiano Caruso (ITA)    | Liquigas-Cannondale     | + 1' 02"    |
| 10 | Dario Cataldo (ITA)     | Omega Pharma-Quick Step | + 1' 03"    |

Etapa 13. Savona – Cervere. 18 de maig de 2012. 121 km

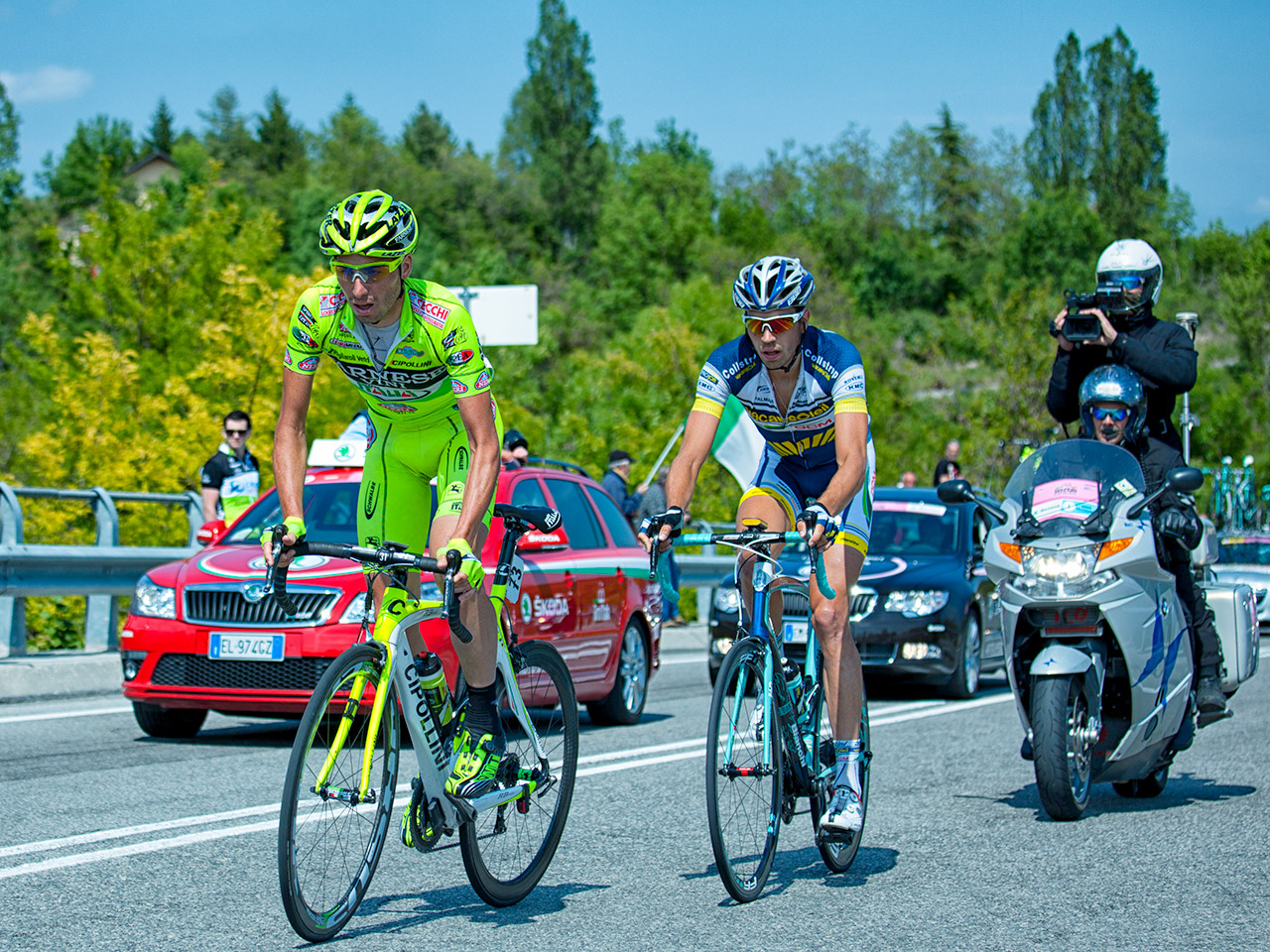
Francesco Failli i Martijn Keizer.

Etapa en línia més curta de la present edició, amb sols 121 quilòmetres entre Savona i Cervere. Els primers quilòmetres d'etapa tenen tendència ascendent fins al km 32, en què hi ha l'única cota puntuable de la jornada. A partir d'aquell punt un descens i alguns tobogans fins a l'arribada, a Cervere.
L'escapada del dia es formà en els primers quilòmetres i fou protagonitzada per Martijn Keizer (Vacansoleil-DCM) i Francesco Failli (Farnese Vini-Selle Italia). Els escapats tingueren una màxima diferència de cinc minuts i mig, moment a partir del qual el pilot, liderat pel Team Sky i el FDJ-BigMat que volien que l'etapa arribés a l'esprint, la diferència va anar disminuint. Finalment foren neutralitzats a manca de 20 km, moment en què els equips es prepararen per a la disputa de l'esprint.
Amb tot, encara hi va haver alguns intents d'arribada en solitari en els darrers 10 quilòmetres per part de Julien Bérard (AG2R La Mondiale), Julien Vermote (Omega Pharma-Quick Step) i Fabio Felline (Androni Giocattoli-Venezuela), tots ells sense sort. Finalment es disputà l'esprint, que fou guanyat, per tercera vegada en aquesta edició, per Mark Cavendish (Team Sky) per davant de Alexander Kristoff (Team Katusha). Aquesta era la 33a victòria d'etapa de Cavendish d'una etapa en una gran volta. Les classificacions no patiren cap canvi significatiu.
|    | Ciclista                    | Equip                     | Temps      |
| -- | --------------------------- | ------------------------- | ---------- |
| 1  | Mark Cavendish (GBR)        | Team Sky                  | 3h 02' 07" |
| 2  | Alexander Kristoff (NOR)    | Team Katusha              | m. t.      |
| 3  | Mark Renshaw (AUS)          | Rabobank ProTeam          | m. t.      |
| 4  | Sacha Modolo (ITA)          | Colnago-CSF Inox          | m. t.      |
| 5  | Elia Favilli (ITA)          | Farnese Vini-Selle Italia | m. t.      |
| 6  | Matthew Goss (AUS)          | Team Jayco AlUla          | m. t.      |
| 7  | Arnaud Démare (FRA)         | FDJ-BigMat                | m. t.      |
| 8  | Lucas Sebastián Haedo (ARG) | Team Saxo Bank            | m. t.      |
| 9  | Sonny Colbrelli (ITA)       | Colnago-CSF Inox          | m. t.      |
| 10 | Manuel Belletti (ITA)       | AG2R La Mondiale          | m. t.      |

|    | Ciclista                | Equip                   | Temps       |
| -- | ----------------------- | ----------------------- | ----------- |
| 1  | Joaquim Rodríguez (CAT) | Team Katusha            | 54h 21' 15" |
| 2  | Ryder Hesjedal (CAN)    | Garmin-Barracuda        | + 17"       |
| 3  | Sandy Casar (FRA)       | FDJ-BigMat              | + 26"       |
| 4  | Paolo Tiralongo (ITA)   | Astana Qazaqstan Team   | + 32"       |
| 5  | Ivan Santaromita (ITA)  | BMC Racing Team         | + 49"       |
| 6  | Roman Kreuziger (CZE)   | Astana Qazaqstan Team   | + 52"       |
| 7  | Beñat Intxausti (ESP)   | Movistar Team           | + 52"       |
| 8  | Ivan Basso (ITA)        | Liquigas-Cannondale     | + 57"       |
| 9  | Damiano Caruso (ITA)    | Liquigas-Cannondale     | + 1' 02"    |
| 10 | Dario Cataldo (ITA)     | Omega Pharma-Quick Step | + 1' 03"    |

Etapa 14. Cherasco – Cervinia. 19 de maig de 2012. 206 km

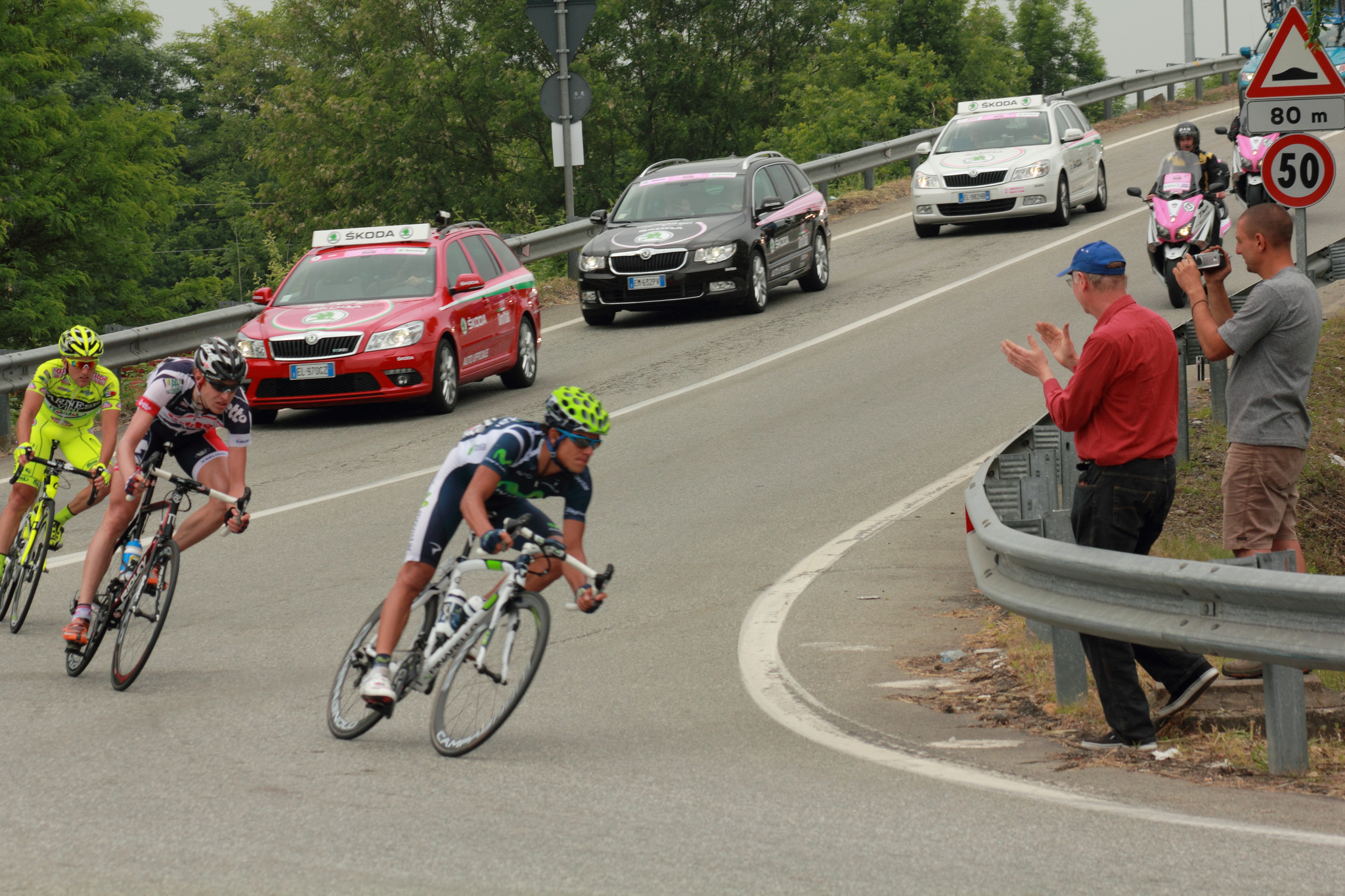
Andrey Amador al capdavant de l'escapada del dia. Amador guanyà l'etapa a Cervinia per davant de Jan Bárta i Alessandro de Marchi (Androni Giocattoli-Venezuela).

La primera etapa catalogada d'alta muntanya de la present edició compta a uns primers 137 km totalment plans, per a partir d'aquell punt enllaçar els dos primers ports de primera categoria de la cursa, el Coll de Joux (22,4 km al 5,6%, 1.640 msnm) i el final a l'estació d'esquí de Cervinia (27,0 km al 5,5%, 2.001 msnm). No s'arribava a Cervinia des del 1997, quan Ivan Gotti va prendre el liderat a Pàvel Tonkov. Abans de començar l'etapa es va fer un minut de silenci per les víctimes en l'atemptat en una escola de Bríndisi ocorregut aquell mateix dia.
No hi va haver grans moviments durant la primera hora de cursa, però al voltant del km 60 es formà una escapada integrada per vuit corredors, que tingué un màxim avantatge de més de tretze minuts sobre el grup principal. Per darrere el Liquigas-Cannondale reaccionà imposant un ritme més viu i reduint la diferència als 10' en l'inici a l'ascensió al Coll de Joux. José Rujano (Androni Giocattoli-Veneçuela) i Damiano Cunego (Lampre-ISD) intentaren, sense sort, deixar el gran grup, mentre pel davant Jan Bárta (Team NetApp) coronava el primer el port. En el descens Andrey Amador (Movistar Team) marxà en solitari, començant la darrera ascensió amb mig minut, que poc després amplià fins al minut sobre quatre ciclistes.
Alessandro de Marchi (AG2R La Mondiale) i Bárta deixaren enrere els altres dos companys, per poc després unir-se a Amador al capdavant de l'etapa. Pel darrere el gran grup anava reduint les diferències, sent de 5' a manca de 10 km i 2' 30" a manca de 5 km. De Marchi intentà deixar els seus companys en va, mentre pel darrere Ryder Hesjedal (Garmin-Barracuda) deixava enrere la resta de favorits, sense que Joaquim Rodríguez ho pogués evitar. Els escapats es disputaren la victòria a l'esprint, sent el vencedor Amador, que d'aquesta manera aconseguia la primera victòria d'etapa per a un ciclista de Costa Rica en una gran volta. Hesjedal superà Rodríguez per 26 segons i d'aquesta manera recuperava el mallot rosa per tan sols 9 segons.
|    | Ciclista                   | Equip                        | Temps      |
| -- | -------------------------- | ---------------------------- | ---------- |
| 1  | Andrey Amador (CRC)        | Movistar Team                | 5h 33' 36" |
| 2  | Jan Bárta (CZE)            | Team NetApp                  | s.t.       |
| 3  | Alessandro de Marchi (ITA) | Androni Giocattoli-Venezuela | + 2"       |
| 4  | Ryder Hesjedal (CAN)       | Garmin-Barracuda             | + 20"      |
| 5  | Paolo Tiralongo (ITA)      | Astana Qazaqstan Team        | + 46"      |
| 6  | Rigoberto Urán (COL)       | Team Sky                     | + 46"      |
| 7  | Joaquim Rodríguez (CAT)    | Team Katusha                 | + 46"      |
| 8  | Thomas de Gendt (BEL)      | Vacansoleil-DCM              | + 46"      |
| 9  | Michele Scarponi (ITA)     | Lampre-ISD                   | + 46"      |
| 10 | John Gadret (FRA)          | AG2R La Mondiale             | + 46"      |

|    | Ciclista                 | Equip                 | Temps       |
| -- | ------------------------ | --------------------- | ----------- |
| 1  | Ryder Hesjedal (CAN)     | Garmin-Barracuda      | 59h 55' 28" |
| 2  | Joaquim Rodríguez (CAT)  | Team Katusha          | + 9"        |
| 3  | Paolo Tiralongo (ITA)    | Astana Qazaqstan Team | + 41"       |
| 4  | Sandy Casar (FRA)        | FDJ-BigMat            | + 1' 05"    |
| 5  | Ivan Basso (ITA)         | Liquigas-Cannondale   | + 1' 06"    |
| 6  | Roman Kreuziger (CZE)    | Astana Qazaqstan Team | + 1' 07"    |
| 7  | Beñat Intxausti (ESP)    | Movistar Team         | + 1' 07"    |
| 8  | Rigoberto Urán (COL)     | Team Sky              | + 1' 19"    |
| 9  | Michele Scarponi (ITA)   | Lampre-ISD            | + 1' 20"    |
| 10 | Domenico Pozzovivo (ITA) | Colnago-CSF Inox      | + 1' 21"    |

Etapa 15. Busto Arsizio – Lecco/Pian dei Resinelli. 20 de maig de 2012. 169 km

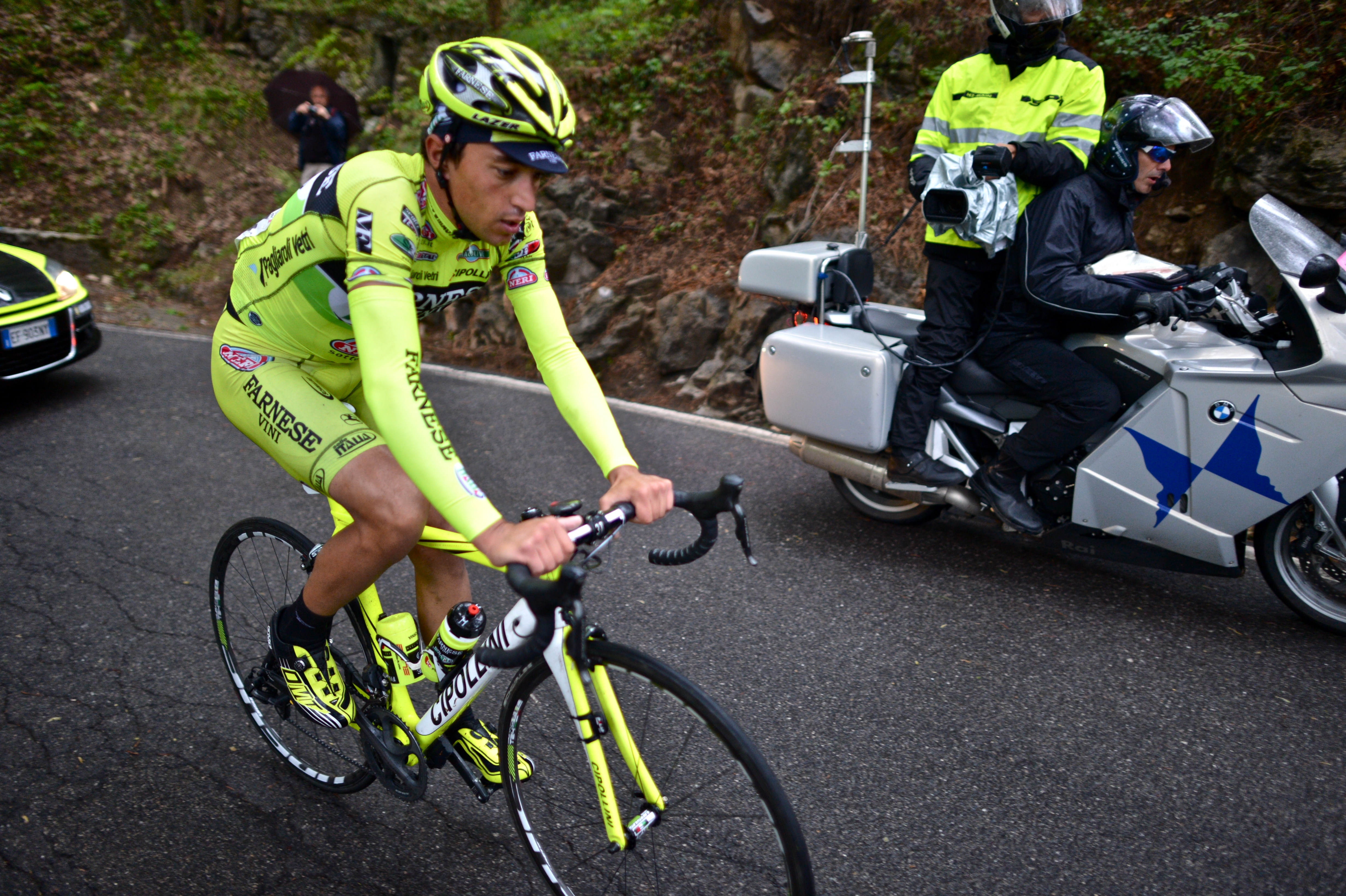
Després de deixar Guillaume Bonnafond, Matteo Rabottini va córrer en solitari el que quedava d'etapa, per guanyar la seva primera etapa al Giro.

Com en l'etapa anterior el recorregut és molt similar, amb uns 70 primers quilòmetres totalment plans, per a partir d'aquell punt s'inicia l'ascensió al primer i més difícil dels quatre ports del dia, el Valico di Valcava, per tot seguit enllaçar, un rere l'altre, tres ports més: la Forcella di Bura, de tercera, Culmine di San Pietro, a 25 km de meta i l'ascensió final a Pian dei Resinelli, ambdós de segona categoria.
La pluja va marcar l'etapa, amb boira en alguns indrets. L'escapada del dia fou instigada per Guillaume Bonnafond (AG2R La Mondiale) i Matteo Rabottini (Farnese Vini-Selle Italia) al km 18. Ben aviat van obrir diferències, sent de nou minuts uns 30 km després. El duet arribà als peus del Valico di Valcava amb un avantatge de vuit minuts.
Al mateix temps que un grup de set ciclistes marxava del grup principal, dominat pel Garmin-Barracuda, Rabottini deixava enrere Bonnafond per quedar sol al capdavant de l'etapa i passar amb quasi cinc minuts d'avantatge sobre els seus perseguidors pel cim del primer port. Poc després el grup de 7 es veia augmentat a 12. A manca de 30 km Rabottini va caure, però sense cap conseqüència i mantenint encara més de dos minuts sobre el grup perseguidor. Per darrere l'Astana Qazaqstan Team va substituir el Garmin-Barracuda i el Liquigas-Cannondale al capdavant del gran grup, augmentant el ritme i fent que aquest quedés reduït a una vintena de ciclistes.
A manca de 10 km Rabottini encara mantenia dos minuts i mig, però Stefano Pirazzi (Colnago-CSF Inox) va atacar des del grup perseguidor, sent seguit per Amets Txurruka (Euskaltel–Euskadi) i Alberto Losada (Team Katusha). Per darrere atacava Michele Scarponi (Lampre-ISD), sent seguit sols per Segio Henao (Team Sky), Ivan Basso (Liquigas-Cannondale) i Joaquim Rodríguez (Team Katusha). Rodríguez accelerava més el ritme i marxava en solitari, superant Pirazzi i Txurruka, mentre que el seu company Losada l'esperava per ajudar-lo en l'ascensió. A 300 metres va capturar i superar Rabottini, però aquest no el perdé de roda i en els darrers metres superà Rodríguez per aconseguir la seva primera victòria en una gran volta. Rodríguez va recuperar el mallot rosa, mentre Henao es feia amb el mallot blanc dels joves en detriment del seu company d'equip Rigoberto Urán.
|    | Ciclista                | Equip                     | Temps      |
| -- | ----------------------- | ------------------------- | ---------- |
| 1  | Matteo Rabottini (ITA)  | Farnese Vini-Selle Italia | 5h 15' 30" |
| 2  | Joaquim Rodríguez (CAT) | Team Katusha              | m. t.      |
| 3  | Alberto Losada (CAT)    | Team Katusha              | + 23"      |
| 4  | Sergio Henao (COL)      | Team Sky                  | + 25"      |
| 5  | Michele Scarponi (ITA)  | Lampre-ISD                | + 25"      |
| 6  | Ivan Basso (ITA)        | Liquigas-Cannondale       | + 25"      |
| 7  | Stefano Pirazzi (ITA)   | Colnago-CSF Inox          | + 29"      |
| 8  | Roman Kreuziger (CZE)   | Astana Qazaqstan Team     | + 29"      |
| 9  | John Gadret (FRA)       | AG2R La Mondiale          | + 29"      |
| 10 | Amets Txurruka (ESP)    | Euskaltel–Euskadi         | + 29"      |

|    | Ciclista                | Equip                   | Temps       |
| -- | ----------------------- | ----------------------- | ----------- |
| 1  | Joaquim Rodríguez (CAT) | Team Katusha            | 65h 11' 07" |
| 2  | Ryder Hesjedal (CAN)    | Garmin-Barracuda        | + 30"       |
| 3  | Ivan Basso (ITA)        | Liquigas-Cannondale     | + 1' 22"    |
| 4  | Paolo Tiralongo (ITA)   | Astana Qazaqstan Team   | + 1' 26"    |
| 5  | Roman Kreuziger (CZE)   | Astana Qazaqstan Team   | + 1' 27"    |
| 6  | Michele Scarponi (ITA)  | Lampre-ISD              | + 1' 36"    |
| 7  | Beñat Intxausti (ESP)   | Movistar Team           | + 1' 42"    |
| 8  | Sergio Henao (COL)      | Team Sky                | + 1' 55"    |
| 9  | Dario Cataldo (ITA)     | Omega Pharma-Quick Step | + 2' 12"    |
| 10 | Sandy Casar (FRA)       | FDJ-BigMat              | + 2' 13"    |

Etapa 16. Limone sul Garda – Pfalzen. 22 de maig de 2012. 173 km

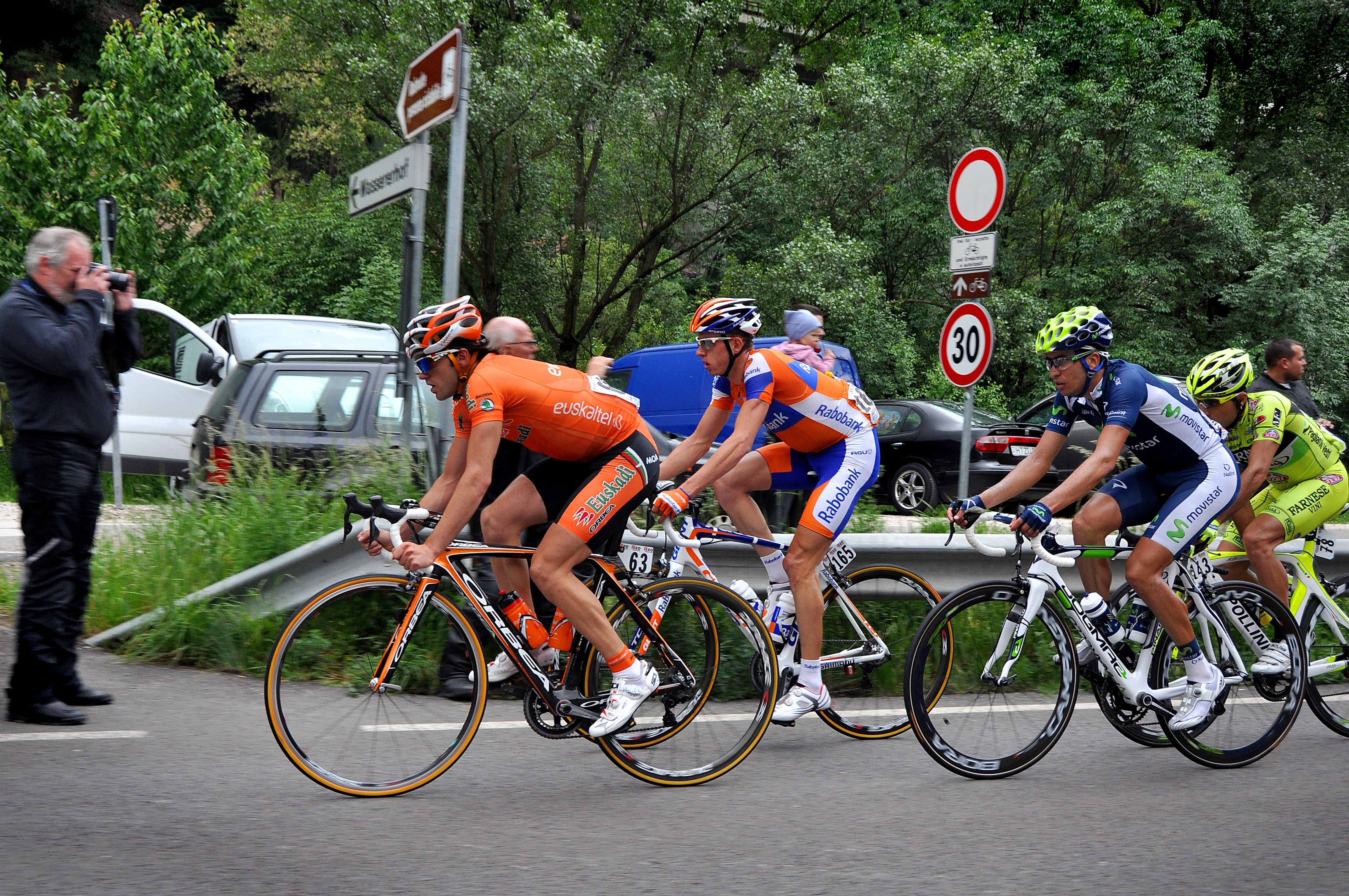
L'escapada del dia encapçalada per Ion Izagirre. Izagirre atacà a manca de 4 km per aconseguir la seva primera gran victòria en una gran volta.

Després del segon dia descans la cursa torna amb una etapa qualificada de mitja muntanya, tot i que no compta amb cap cota puntuable en tot el recorregut. Amb tot, el recorregut té una certa tendència a anar ascendint, sent el seu punt més elevat l'arribada a Pfalzen. A manca de 4 km per a l'arribada s'inicia una rampa no puntuable de 2 km, amb un desnivell mitjà del 8,6% i trams de fins al 12%. Els dos darrers quilòmetres són plans.
Després d'un primer intent d'escapada sense èxit format per 13 ciclistes es forma una segona escapada formada per deu ciclistes al voltant del quilòmetre 60. Cap dels ciclistes suposa un perill per a la general, puix el millor classificat és José Herrada (Movistar Team), a més de 32 minuts del líder, Joaquim Rodríguez (Team Katusha).
Amb aquestes diferències el grup principal es va prendre amb calma la seva persecució, cosa que va permetre que la diferència arribés a ser de gairebé 13 minuts a manca de tan sols 30 km per a l'arribada. Mathias Frank (BMC Racing Team), Herrada, Alessandro de Marchi (Androni Giocattoli-Venezuela) i Ion Izagirre (Euskaltel–Euskadi) foren els que trencaren les hostilitats entre els escapats, però a manca de 4 km Izagirre aconseguí deixar els seus companys d'escapada per presentar-se amb 16 segons de diferència a la meta de Pfalzen, aconseguint d'aquesta manera la seva primera gran victòria en una gran volta, i segona de la carrera professional. El gran grup va retallar diferències en els darrers quilòmetres i finalment arribaren a menys de nou minuts.
|    | Ciclista                   | Equip                        | Temps      |
| -- | -------------------------- | ---------------------------- | ---------- |
| 1  | Ion Izagirre (ESP)         | Euskaltel–Euskadi            | 4h 02' 00" |
| 2  | Alessandro de Marchi (ITA) | Androni Giocattoli-Venezuela | + 16"      |
| 3  | Stef Clement (NED)         | Rabobank ProTeam             | + 16"      |
| 4  | Mathias Frank (SUI)        | BMC Racing Team              | + 19"      |
| 5  | José Herrada (ESP)         | Movistar Team                | + 21"      |
| 6  | Manuele Boaro (ITA)        | Team Saxo Bank               | + 37"      |
| 7  | Matthias Brändle (AUT)     | Team NetApp                  | + 43"      |
| 8  | Nikolas Maes (BEL)         | Omega Pharma-Quick Step      | + 45"      |
| 9  | Lars Bak (DEN)             | Lotto-Belisol                | + 45"      |
| 10 | Luca Mazzanti (ITA)        | Farnese Vini-Selle Italia    | + 48"      |

|    | Ciclista                | Equip                   | Temps       |
| -- | ----------------------- | ----------------------- | ----------- |
| 1  | Joaquim Rodríguez (CAT) | Team Katusha            | 69h 22' 04" |
| 2  | Ryder Hesjedal (CAN)    | Garmin-Barracuda        | + 30"       |
| 3  | Ivan Basso (ITA)        | Liquigas-Cannondale     | + 1' 22"    |
| 4  | Paolo Tiralongo (ITA)   | Astana Qazaqstan Team   | + 1' 26"    |
| 5  | Roman Kreuziger (CZE)   | Astana Qazaqstan Team   | + 1' 27"    |
| 6  | Michele Scarponi (ITA)  | Lampre-ISD              | + 1' 36"    |
| 7  | Beñat Intxausti (ESP)   | Movistar Team           | + 1' 42"    |
| 8  | Sergio Henao (COL)      | Team Sky                | + 1' 55"    |
| 9  | Dario Cataldo (ITA)     | Omega Pharma-Quick Step | + 2' 12"    |
| 10 | Sandy Casar (FRA)       | FDJ-BigMat              | + 2' 13"    |

Etapa 17. Pfalzen – Cortina d'Ampezzo. 23 de maig de 2012. 186 km

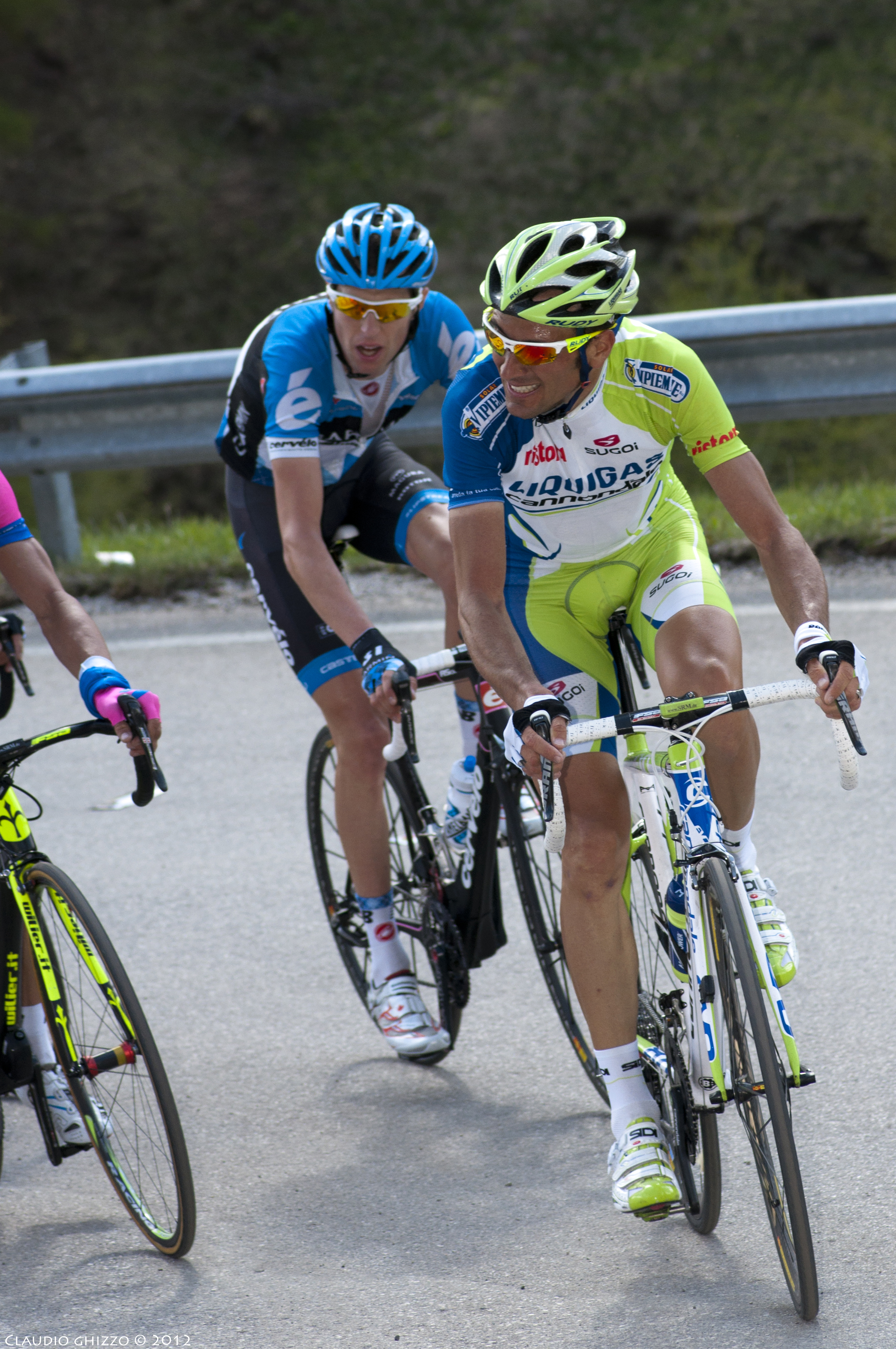
Ivan Basso i Ryder Hesjedal durant l'ascensió al Passo Giau.

Després de l'ascensió final a Pfalzen el dia anterior, la cursa continua pels Dolomites, amb una etapa d'alta muntanya amb quatre ports puntuables en el recorregut, el passo Valparola (2.197 msnm, 2a categoria, 14,1 km al 5,5%), el passo Duran (1601 msnm, 1a categoria, 12,2 km al 8,1%), la Forcella Staulanza (1766 msnm, 2a categoria, 12,3 km al 6,9%) i el passo Giau (2236 msnm, 1a categoria, 9,9 km al 9,3%), a tan sols 20 km de l'arribada, a Cortina d'Ampezzo, que acollia una etapa per primera vegada des de 1977.
No serà fins al final de la primera hora quan es formi l'escapada del dia, integrada per cinc ciclistes: el líder de la muntanya, Matteo Rabottini (Farnese Vini-Selle Italia), José Serpa (Androni Giocattoli-Venezuela, Kevin Seeldraeyers (Astana Qazaqstan Team), Branislau Samòilau (Movistar Team) i Matteo Montaguti (AG2R La Mondiale). Al passo Valparola tenien un avantatge de gairebé sis minuts sobre el grup principal, però a partir d'aleshores començà a reduir-se, ja que el Liquigas-Cannondale i l'Euskaltel–Euskadi acceleren el ritme al capdavant del gran grup. Mikel Nieve (Euskaltel–Euskadi) intenta un atac des de lluny, tot reemplaçant Montaguti com a cinquè membre de l'escapada durant l'ascensió al passo Duran, però tots cinc foren capturats abans del tercer coll del dia. El fort ritme imposat pel Liquigas-Cannondale, que comanda el gran grup en tot moment, provoca que nombrosos ciclistes perdin contacte amb els favorits, entre ells Roman Kreuziger (Astana Qazaqstan Team), que perd tota opció a la victòria final en deixar-se més d'onze minuts en l'arribada.
Durant l'ascensió al Passo Giau es formà un grup de tan sols sis ciclistes al capdavant de la cursa, amb tots els favorits a la victòria final: Joaquim Rodríguez (Team Katusha), Ryder Hesjedal (Garmin-Barracuda), Michele Scarponi (Lampre-ISD), Rigoberto Urán (Team Sky) i Domenico Pozzovivo (Colnago-CSF Inox). Aquest sextet anà ampliant les diferències respecte als grups perseguidors i es disputaren la victòria a l'esprint en l'arribada a Cortina d'Ampezzo. Joaquim Rodríguez (Team Katusha) fou el més ràpid, guanyant d'aquesta manera la seva segona etapa i dedicant el triomf al seu amic Xavier Tondo, que tot just feia un any havia mort en un desgraciat accident a Sierra Nevada (Espanya).
Rigoberto Urán recuperà el liderat de la classificació dels joves en detriment del seu company d'equip Sergio Henao, mentre Ryder Hesjedal confirmava les seves possibilitats a victòria final en superar de manera satisfactòria una etapa d'alta muntanya.
|    | Ciclista                 | Equip               | Temps      |
| -- | ------------------------ | ------------------- | ---------- |
| 1  | Joaquim Rodríguez (CAT)  | Team Katusha        | 5h 24' 42" |
| 2  | Ivan Basso (ITA)         | Liquigas-Cannondale | m. t.      |
| 3  | Ryder Hesjedal (CAN)     | Garmin-Barracuda    | m. t.      |
| 4  | Rigoberto Urán (COL)     | Team Sky            | m. t.      |
| 5  | Michele Scarponi (ITA)   | Lampre-ISD          | m. t.      |
| 6  | Domenico Pozzovivo (ITA) | Colnago-CSF Inox    | + 2"       |
| 7  | Beñat Intxausti (ESP)    | Movistar Team       | + 1' 22"   |
| 8  | Daniel Moreno (ESP)      | Team Katusha        | + 1' 22"   |
| 9  | Thomas de Gendt (BEL)    | Vacansoleil-DCM     | + 1' 22"   |
| 10 | Johann Tschopp (SUI)     | BMC Racing Team     | + 1' 22"   |

|    | Ciclista                 | Equip                 | Temps       |
| -- | ------------------------ | --------------------- | ----------- |
| 1  | Joaquim Rodríguez (CAT)  | Team Katusha          | 74h 46' 46" |
| 2  | Ryder Hesjedal (CAN)     | Garmin-Barracuda      | + 30"       |
| 3  | Ivan Basso (ITA)         | Liquigas-Cannondale   | + 1' 22"    |
| 4  | Michele Scarponi (ITA)   | Lampre-ISD            | + 1' 36"    |
| 5  | Rigoberto Urán (COL)     | Team Sky              | + 2' 56"    |
| 6  | Beñat Intxausti (ESP)    | Movistar Team         | + 3' 04"    |
| 7  | Domenico Pozzovivo (ITA) | Colnago-CSF Inox      | + 3' 19"    |
| 8  | Paolo Tiralongo (ITA)    | Astana Qazaqstan Team | + 4' 13"    |
| 9  | Thomas de Gendt (BEL)    | Vacansoleil-DCM       | + 4' 38"    |
| 10 | Sergio Henao (COL)       | Team Sky              | + 4' 42"    |

Etapa 18. San Vito di Cadore – Vedelago. 24 de maig de 2012. 149 km

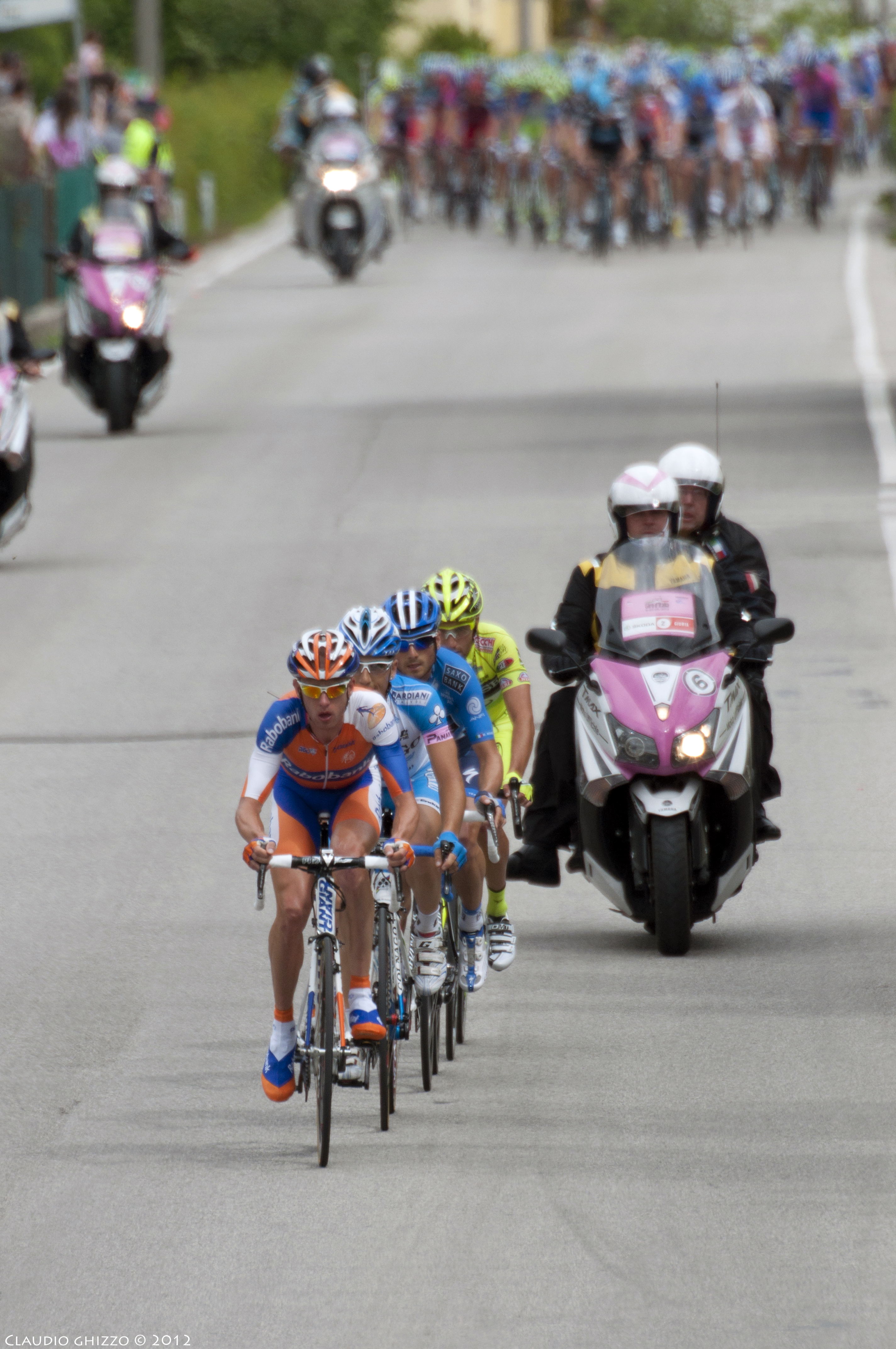
Els escapats, encapçalats per Stef Clement, poc abans de ser neutralitzats.

Etapa totalment descendent, des dels 974 msnm en què es troba la sortida a San Vito di Cadore fins als 45 msnm de l'arribada, a Vedelago. No hi ha cap dificultat muntanyosa puntuable en el seu recorregut i és la darrera oportunitat pels esprintadors, ja que les posteriors etapes són de muntanya i la contrarellotge final.
La primera escapada es formà al 3r km d'etapa, quan quatre corredors marxen del control del gran grup: Pier Paolo di Negri (Farnese Vini-Selle Italia), Angelo Pagani (Colnago-CSF Inox), Stef Clement (Rabobank ProTeam) i Manuele Boaro (Team Saxo Bank), sent Clement el millor classificat a la general, a més d'una hora de Joaquim Rodríguez (Team Katusha).
Els escapats van aconseguir una màxima diferència propera als tres minuts a la fi de la primera hora de cursa, però el Team Sky es posà al capdavant del gran grup per tal de neutralitzar-los i fer que Mark Cavendish puntués a l'esprint intermedi i així ampliar la diferència respecte a Joaquim Rodríguez en la lluita pel mallot dels punts, després que a la fi de l'etapa anterior sols els separés un punt. Cavendish passà el primer per Cesiomaggiore.
Diversos intents d'escapada s'anaren produint a partir d'aquell moment, sent el més destacat el protagonitzat per, novament Clement, Olivier Kaisen (Lotto-Belisol), Martijn Keizer (Vacansoleil-DCM), ambdós lluitant pel Premi della Fuga, i Mickaël Delage (FDJ-BigMat). L'Sky, ajudat per l'Omega Pharma-Quick Step van controlar-los en tot moment, sense deixar que la diferència superés el minut en cap moment. Lars Bak (Lotto-Belisol) se'ls uní poc després, però a manca de 4 km foren finalment neutralitzats. En l'esprint el més ràpid fou Andrea Guardini (Farnese Vini-Selle Italia), que va sorprendre Cavendish, i d'aquesta manera guanyava la seva primera etapa en una gran volta. No es produí cap canvi en les classificacions generals.
|    | Ciclista                    | Equip                        | Temps      |
| -- | --------------------------- | ---------------------------- | ---------- |
| 1  | Andrea Guardini (ITA)       | Farnese Vini-Selle Italia    | 3h 00' 52" |
| 2  | Mark Cavendish (GBR)        | Team Sky                     | m. t.      |
| 3  | Roberto Ferrari (ITA)       | Androni Giocattoli-Venezuela | m. t.      |
| 4  | Robert Hunter (RSA)         | Garmin-Barracuda             | m. t.      |
| 5  | Lucas Sebastián Haedo (ARG) | Team Saxo Bank               | m. t.      |
| 6  | Giacomo Nizzolo (ITA)       | RadioShack-Nissan            | m. t.      |
| 7  | Alexander Kristoff (NOR)    | Team Katusha                 | m. t.      |
| 8  | Francesco Chicchi (ITA)     | Omega Pharma-Quick Step      | m. t.      |
| 9  | Geoffrey Soupe (FRA)        | FDJ-BigMat                   | m. t.      |
| 10 | Dennis Vanendert (BEL)      | Lotto-Belisol                | m. t.      |

|    | Ciclista                 | Equip                 | Temps       |
| -- | ------------------------ | --------------------- | ----------- |
| 1  | Joaquim Rodríguez (CAT)  | Team Katusha          | 77h 47' 38" |
| 2  | Ryder Hesjedal (CAN)     | Garmin-Barracuda      | + 30"       |
| 3  | Ivan Basso (ITA)         | Liquigas-Cannondale   | + 1' 22"    |
| 4  | Michele Scarponi (ITA)   | Lampre-ISD            | + 1' 36"    |
| 5  | Rigoberto Urán (COL)     | Team Sky              | + 2' 56"    |
| 6  | Beñat Intxausti (ESP)    | Movistar Team         | + 3' 04"    |
| 7  | Domenico Pozzovivo (ITA) | Colnago-CSF Inox      | + 3' 19"    |
| 8  | Paolo Tiralongo (ITA)    | Astana Qazaqstan Team | + 4' 13"    |
| 9  | Thomas de Gendt (BEL)    | Vacansoleil-DCM       | + 4' 38"    |
| 10 | Sergio Henao (COL)       | Team Sky              | + 4' 42"    |

Etapa 19. Treviso – Alpe di Pampeago. 25 de maig de 2012. 198 km
Com en altres etapes de muntanya de la present edició l'etapa comença a nivell de mar, a Treviso, per a poc a poc anar-se enfilant cap a les Dolomites i superar el primer dels cinc ports de l'etapa, Sella di Roa, de tercera categoria. Tot seguit els ciclistes han d'afrontar el Passo Manghen (km 123,3; 20,5 km al 7,4%), de primera categoria. Un llarg descens durà els ciclistes a la primera de les dues ascensions a Alpe di Pampeago. En la primera s'arriba fins als 2.006 m, mentre que en la segona es troba la meta a 1740 m. Entremig hauran superat el passo Lavazè, de 2a categoria.

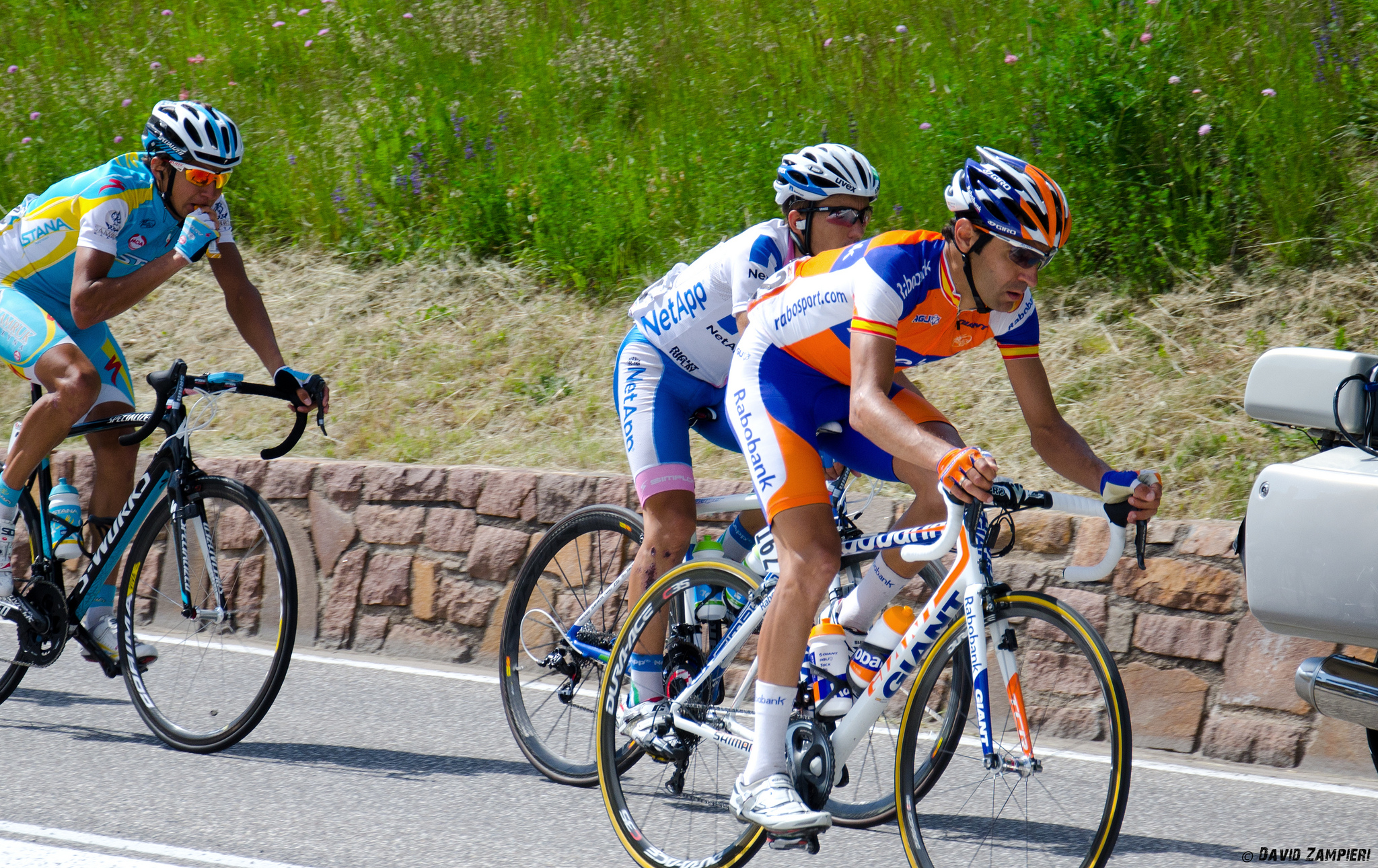
Juan Manuel Gárate, Cesare Benedetti i Andrei Zeits encapçalen l'escapada de 17 ciclistes que es formà durant l'etapa.

Disset ciclistes en representació de disset equips van formar l'escapada al quilòmetre 20, entre ells el darrer vencedor en aquesta meta, Emanuele Sella (Androni Giocattoli-Venezuela), que el 2008 es presentà a meta amb més de quatre minuts i mig sobre el segon. A més de Sella també hi ha Sandy Casar (FDJ-BigMat), millor classificat a la general a més de 12' del líder. En superar el Passo Manghen l'avantatge era de prop de deu minuts, però el control i el ritme exercit pel Team Katusha, Liquigas-Cannondale i Lampre-ISD van fer que la diferència s'hagués reduït a la meitat en l'esprint intermedi situat a Tesero, just abans de la primera de les ascensions a l'Alpe di Pampeago.
En l'ascensió Casar va demostrar ser dels més forts entre els escapats i marxà en companyia de Stefano Pirazzi (Colnago-CSF Inox) i Thomas Rohregger (RadioShack-Nissan) al capdavant. Rohregger poc després es despenjà, mentre Pirazzi i Casar van passar al capdavant pel cim. En el grup dels favorits Dario Cataldo (Omega Pharma-Quick Step) va saltar, així com Roman Kreuziger (Astana Qazaqstan Team), que s'uniren a Kevin Seeldraeyers i Serge Pauwels, despenjats de l'escapada. Sella s'uní primer a Rohregger i poc després a Casar i Pirazzi, però en afrontar la darrera ascensió novament Casar i Pirazzi marxaren al capdavant en solitari. Mentrestant Kreuziger i Cataldo havien superat Rohregger i Sella, sense que aquests poguessin seguir-los.
Pirazzi va deixar Casar, però poc després fou agafat i superat per Kreuziger, mentre entre el grup dels favorits Scarponi intentava marxar en solitari. No fou fins que a manca de 2,5 km va atacar Ryder Hesjedal (Garmin-Barracuda) quan el grup principal es desintegrà. Kreuziger es presentà en solitari a la línia d'arribada, aconseguint d'aquesta manera la seva primera victòria d'etapa al Giro. Per darrere Hesjedal va recuperar tretze segons respecte al Purito, quedant a tan sols 17" del català, mentre Scarponi ascendia a la quarta posició.
|    | Ciclista                 | Equip                 | Temps      |
| -- | ------------------------ | --------------------- | ---------- |
| 1  | Roman Kreuziger (CZE)    | Astana Qazaqstan Team | 6h 18' 03" |
| 2  | Ryder Hesjedal (CAN)     | Garmin-Barracuda      | + 19"      |
| 3  | Joaquim Rodríguez (CAT)  | Team Katusha          | + 32"      |
| 4  | Michele Scarponi (ITA)   | Lampre-ISD            | + 35"      |
| 5  | Domenico Pozzovivo (ITA) | Colnago-CSF Inox      | + 43"      |
| 6  | Ivan Basso (ITA)         | Liquigas-Cannondale   | + 55"      |
| 7  | Rigoberto Urán (COL)     | Team Sky              | + 57"      |
| 8  | Mikel Nieve (ESP)        | Euskaltel–Euskadi     | + 1' 18"   |
| 9  | Stefano Pirazzi (ITA)    | Colnago-CSF Inox      | + 1' 22"   |
| 10 | John Gadret (FRA)        | AG2R La Mondiale      | + 1' 22"   |

|    | Ciclista                 | Equip               | Temps       |
| -- | ------------------------ | ------------------- | ----------- |
| 1  | Joaquim Rodríguez (CAT)  | Team Katusha        | 84h 06' 13" |
| 2  | Ryder Hesjedal (CAN)     | Garmin-Barracuda    | + 17"       |
| 3  | Michele Scarponi (ITA)   | Lampre-ISD          | + 1' 39"    |
| 4  | Ivan Basso (ITA)         | Liquigas-Cannondale | + 1' 45"    |
| 5  | Rigoberto Urán (COL)     | Team Sky            | + 3' 21"    |
| 6  | Domenico Pozzovivo (ITA) | Colnago-CSF Inox    | + 3' 30"    |
| 7  | John Gadret (FRA)        | AG2R La Mondiale    | + 5' 36"    |
| 8  | Thomas de Gendt (BEL)    | Vacansoleil-DCM     | + 5' 40"    |
| 9  | Sergio Henao (COL)       | Team Sky            | + 5' 47"    |
| 10 | Damiano Cunego (ITA)     | Lampre-ISD          | + 6' 09"    |

Etapa 20. Caldes-Val di Sole – Passo dello Stelvio. 26 de maig de 2012. 219 km

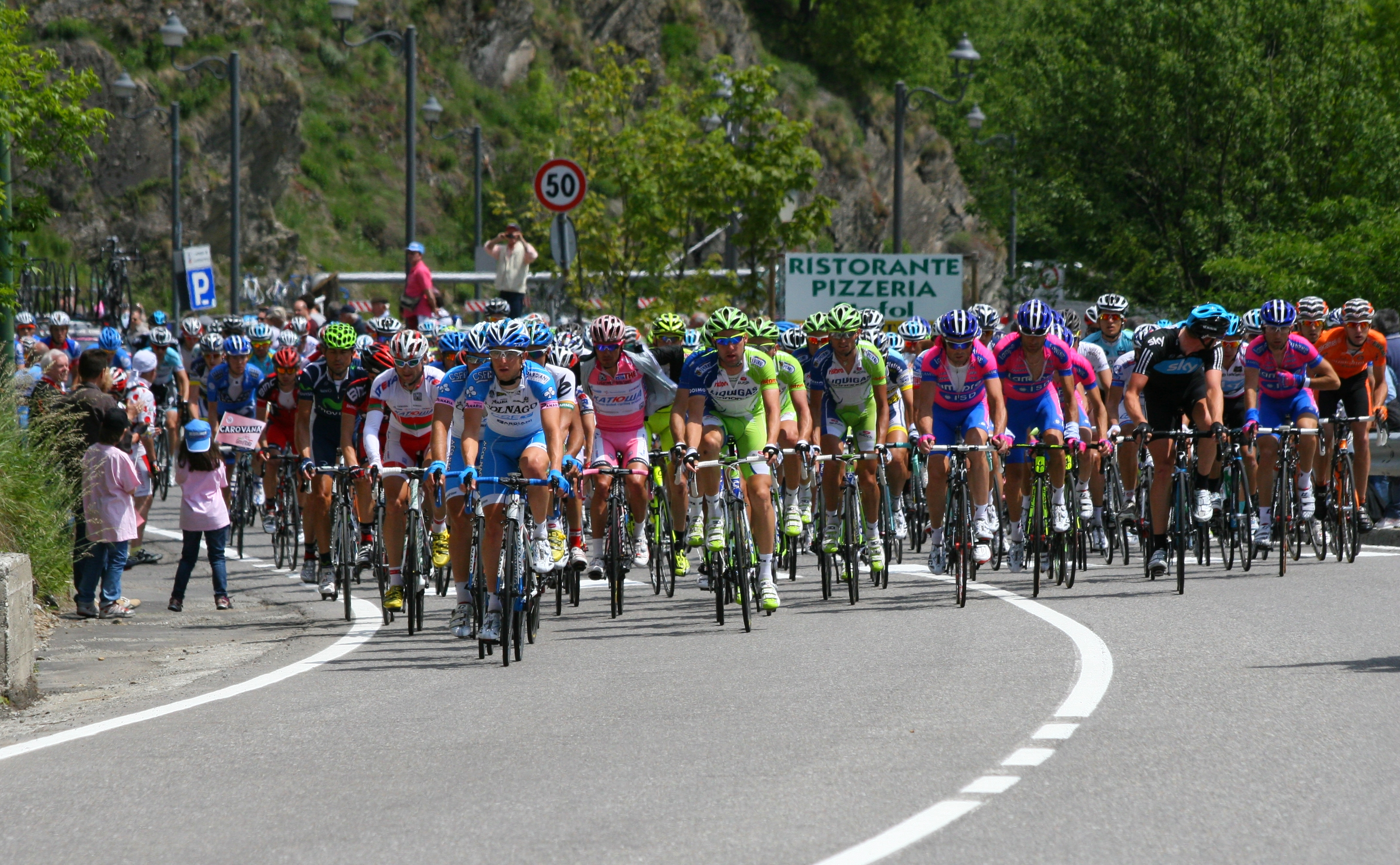
El gran grup acostant-se a Aprica, on els ciclistes han de superar el Passo dell'Aprica.

L'etapa reina de la present edició consistí en cinc ports puntuables en els 219 km d'etapa. De sortida els ciclistes han d'afrontar el Passo del Tonale (1.883 msnm, km. 32,9), de segona categoria (15,1 km al 6,1%), per tot seguit enllaçar amb dos ports de tercera categoria, el Passo dell'Aprica (1.173 msnm, km. 78,3), amb 15,9 km al 3,1% de mitjana) i el Teglio (851 msnm, km. 98,1), amb 5,9 km al 8,0%. A partir d'aquest punt i durant 50 km se segueixen carreteres amb contínues pujades i baixades no puntuables fins a arribar a la base del Mortirolo. El Mortirolo (1.718 msnm, km 162,4) torna a la cursa després de no haver-se pujat en l'edició anterior i es fa per una nova vessant. Són 11,4 km al 10,5% i rampes que arriben al 22% en alguns punts. El descens duu la cursa fins a Bormio i l'inici de l'ascensió a la Cima Coppi, el Passo dello Stelvio (2.757 msnm), punt final de l'etapa. Tot i que l'ascensió no té desnivells tan forts com el Mortirolo, l'Stelvio té 22,4 km de llargada al 7%, de mitjana.
Un grup format per 14 corredors forma una escapada de bon començament. Entre els escapats hi ha el vencedor de l'etapa anterior, Roman Kreuziger (Astana Qazaqstan Team), Damiano Caruso (Liquigas-Cannondale), el líder de la muntanya Matteo Rabottini (Farnese Vini-Selle Italia) o el català Alberto Losada (Team Katusha). El màxim avantatge fou de sis minuts en la part inicial de l'etapa, però als peus del Mortirolo l'avantatge s'havia reduït a sols tres minuts. En aquest punt un atac d'Oliver Zaugg (RadioShack-Nissan) trencà el grup. Matteo Carrara (Vacansoleil-DCM) feu de pont durant l'ascens, a l'espera de l'arribada del seu company d'equip Thomas de Gendt, novè a la general, que havia atacat en el grup dels favorits junt a Damiano Cunego (Lampre-ISD).
Mikel Nieve i Ion Izagirre (Euskaltel–Euskadi) també atacaren i a ells se'ls uní Tanel Kangert (Astana Qazaqstan Team) per acabar formant un sextet perseguidor de Zaugg. Zaugg fou neutralitzat a 30 km de meta, mentre Carrara es despenjava i pel darrere arribava Andrey Amador (Movistar Team), membre de l'escapada inicial. En aquest punt el grup capdavanter tenia un avantatge de quatre minuts sobre un gran grup força reduït, cosa que feia que De Gendt i Cunego fossin virtualment segon i tercer a la general. Un atac de De Gendt sols fou contestat per Cunego i Nieve, però poc després un nou atac el feia marxar en solitari. A 10 km de meta De Gendt augmentà la diferència a cinc minuts sobre un gran grup encapçalat pel Garmin-Barracuda.
Pel darrere el grup es va reduint a mesura es produeixen diferents atacs, alhora que va disminuint la diferència amb els escapats. De Gendt guanya l'etapa, mentre Cunego és segon i Nieve tercer. Scarponi deix enrere els seus principals rivals, però és seguit de prop per Rodríguez, sense que Hesjedal pugui reaccionar. Finalment Rodríguez deix enrere Scarponi i acaba quart, cosa que li dona el liderat en la classificació per punts per un sol punt sobre Mark Cavendish (Team Sky). Hesjedal va acabar 14 segons per darrere de Rodríguez, quedant a 31 segons en la general, mentre De Gendt puja a la quarta posició.
|    | Ciclista                | Equip               | Temps      |
| -- | ----------------------- | ------------------- | ---------- |
| 1  | Thomas de Gendt (BEL)   | Vacansoleil-DCM     | 6h 54' 41" |
| 2  | Damiano Cunego (ITA)    | Lampre-ISD          | + 56"      |
| 3  | Mikel Nieve (ESP)       | Euskaltel–Euskadi   | + 2' 50"   |
| 4  | Joaquim Rodríguez (CAT) | Team Katusha        | + 3' 22"   |
| 5  | Michele Scarponi (ITA)  | Lampre-ISD          | + 3' 34"   |
| 6  | Ryder Hesjedal (CAN)    | Garmin-Barracuda    | + 3' 36"   |
| 7  | John Gadret (FRA)       | AG2R La Mondiale    | + 4' 29"   |
| 8  | Rigoberto Urán (COL)    | Team Sky            | + 4' 53"   |
| 9  | Sergio Henao (COL)      | Team Sky            | + 4' 55"   |
| 10 | Ivan Basso (ITA)        | Liquigas-Cannondale | + 4' 55"   |

|    | Ciclista                 | Equip               | Temps       |
| -- | ------------------------ | ------------------- | ----------- |
| 1  | Joaquim Rodríguez (CAT)  | Team Katusha        | 91h 04' 16" |
| 2  | Ryder Hesjedal (CAN)     | Garmin-Barracuda    | + 31"       |
| 3  | Michele Scarponi (ITA)   | Lampre-ISD          | + 1' 51"    |
| 4  | Thomas de Gendt (BEL)    | Vacansoleil-DCM     | + 2' 18"    |
| 5  | Ivan Basso (ITA)         | Liquigas-Cannondale | + 3' 18"    |
| 6  | Damiano Cunego (ITA)     | Lampre-ISD          | + 3' 43"    |
| 7  | Rigoberto Urán (COL)     | Team Sky            | + 4' 52"    |
| 8  | Domenico Pozzovivo (ITA) | Colnago-CSF Inox    | + 5' 47"    |
| 9  | Mikel Nieve (ESP)        | Euskaltel–Euskadi   | + 5' 56"    |
| 10 | John Gadret (FRA)        | AG2R La Mondiale    | + 6' 43"    |

Etapa 21. Milà – Milà. 27 de maig de 2012. 28,2 km (Contrarellotge individual)

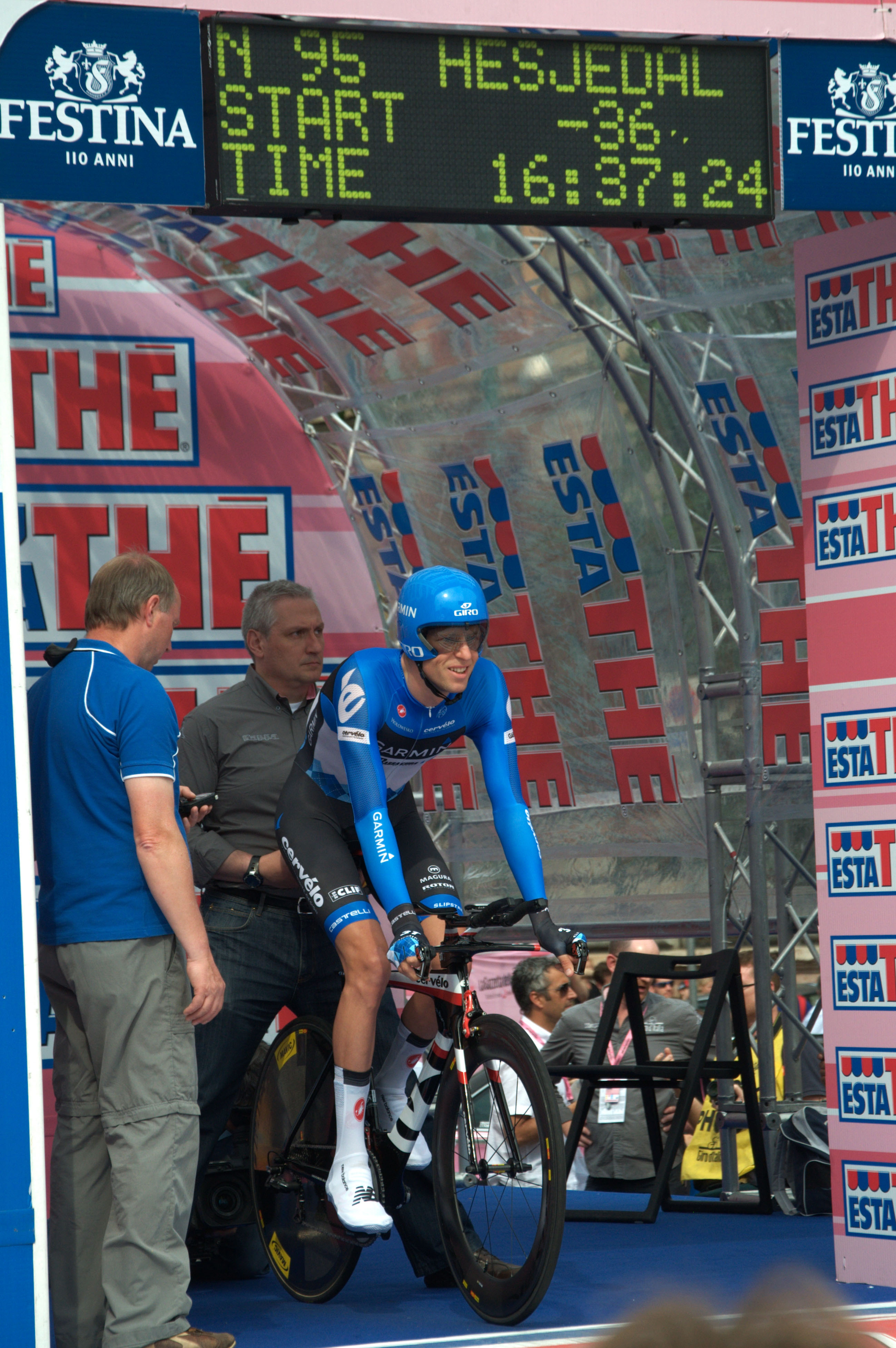
Ryder Hesjedal a la sortida de l'etapa.

Originalment programada sobre una distància de 30,9 km la contrarellotge fou reduïda a 28,2 km el mateix matí de l'etapa per culpa de l'estat del paviment d'un tram del recorregut. El recorregut era totalment pla, amb sols 14 metres de desnivell entre el punt més alt i el més baix de l'etapa.
El primer temps destacat fou fet per Taylor Phinney (BMC Racing Team), però poc després Alex Rasmussen (Garmin-Barracuda) el millora amb un temps de 34' 06". Sols 15 minuts després Jesse Sergent (RadioShack-Nissan) és el primer a baixar dels 34 minuts, amb un temps de 33' 59". Caldrà esperar a l'arribada de Geraint Thomas (Team Sky) perquè es millori en 14 segons el temps. Amb tot, el vencedor final de l'etapa serà Marco Pinotti (BMC Racing Team), que va completar el recorregut en un temps de 33' 06", 39 segons millor que Thomas.
Entre els que lluitaven per la classificació general Ryder Hesjedal (Garmin-Barracuda) era considerat el favorit per endur-se la maglia rosa final en ser més especialista en la modalitat que no pas Rodríguez. Thomas de Gendt (Vacansoleil-DCM) tenia l'oportunitat de desbancar Michele Scarponi (Lampre-ISD) del tercer lloc, i així fou, en superar-lo per 53" quan sols 27" els separaven a la general. Hesjedal va recuperar el temps perdut respecte a Rodríguez i l'acabà superant per tan sols 16 segons, segellant d'aquesta manera la seva victòria al Giro, i la primera d'un canadenc en una gran volta.
|    | Ciclista              | Equip                   | Temps    |
| -- | --------------------- | ----------------------- | -------- |
| 1  | Marco Pinotti (ITA)   | BMC Racing Team         | 33' 06"  |
| 2  | Geraint Thomas (GBR)  | Team Sky                | + 39"    |
| 3  | Jesse Sergent (NZL)   | RadioShack-Nissan       | + 53"    |
| 4  | Alex Rasmussen (DEN)  | Garmin-Barracuda        | + 1' 00" |
| 5  | Thomas de Gendt (BEL) | Vacansoleil-DCM         | + 1' 01" |
| 6  | Ryder Hesjedal (CAN)  | Garmin-Barracuda        | + 1' 09" |
| 7  | Gustav Larsson (SWE)  | Vacansoleil-DCM         | + 1' 14" |
| 8  | Maciej Bodnar (POL)   | Liquigas-Cannondale     | + 1' 15" |
| 9  | Svein Tuft (CAN)      | Team Jayco AlUla        | + 1' 22" |
| 10 | Julien Vermote (BEL)  | Omega Pharma-Quick Step | + 1' 23" |

|    | Ciclista                 | Equip               | Temps       |
| -- | ------------------------ | ------------------- | ----------- |
| 1  | Ryder Hesjedal (CAN)     | Garmin-Barracuda    | 91h 39' 02" |
| 2  | Joaquim Rodríguez (CAT)  | Team Katusha        | + 16"       |
| 3  | Thomas de Gendt (BEL)    | Vacansoleil-DCM     | + 1' 39"    |
| 4  | Michele Scarponi (ITA)   | Lampre-ISD          | + 2' 05"    |
| 5  | Ivan Basso (ITA)         | Liquigas-Cannondale | + 3' 44"    |
| 6  | Damiano Cunego (ITA)     | Lampre-ISD          | + 4' 40"    |
| 7  | Rigoberto Urán (COL)     | Team Sky            | + 5' 57"    |
| 8  | Domenico Pozzovivo (ITA) | Colnago-CSF Inox    | + 6' 28"    |
| 9  | Sergio Henao (COL)       | Team Sky            | + 7' 50"    |
| 10 | Mikel Nieve (ESP)        | Euskaltel–Euskadi   | + 8' 08"    |

## Classificacions finals

### Classificació general
|    | Ciclista                 | Equip               | Temps       |
| -- | ------------------------ | ------------------- | ----------- |
| 1  | Ryder Hesjedal (CAN)     | Garmin-Barracuda    | 91h 39' 02" |
| 2  | Joaquim Rodríguez (CAT)  | Team Katusha        | + 16"       |
| 3  | Thomas de Gendt (BEL)    | Vacansoleil-DCM     | + 1' 39"    |
| 4  | Michele Scarponi (ITA)   | Lampre-ISD          | + 2' 05"    |
| 5  | Ivan Basso (ITA)         | Liquigas-Cannondale | + 3' 44"    |
| 6  | Damiano Cunego (ITA)     | Lampre-ISD          | + 4' 40"    |
| 7  | Rigoberto Urán (COL)     | Team Sky            | + 5' 57"    |
| 8  | Domenico Pozzovivo (ITA) | Colnago-CSF Inox    | + 6' 28"    |
| 9  | Sergio Henao (COL)       | Team Sky            | + 7' 50"    |
| 10 | Mikel Nieve (ESP)        | Euskaltel–Euskadi   | + 8' 08"    |

### Classificacions secundàries
|    | Ciclista                 | Equip               | Punts |
| -- | ------------------------ | ------------------- | ----- |
| 1  | Joaquim Rodríguez (CAT)  | Team Katusha        | 139   |
| 2  | Mark Cavendish (GBR)     | Team Sky            | 138   |
| 3  | Ryder Hesjedal (CAN)     | Garmin-Barracuda    | 113   |
| 4  | Michele Scarponi (ITA)   | Lampre-ISD          | 81    |
| 5  | Domenico Pozzovivo (ITA) | Colnago-CSF Inox    | 80    |
| 6  | Thomas de Gendt (BEL)    | Vacansoleil-DCM     | 76    |
| 7  | Ivan Basso (ITA)         | Liquigas-Cannondale | 58    |
| 8  | Alexander Kristoff (NOR) | Team Katusha        | 58    |
| 9  | Geraint Thomas (GBR)     | Team Sky            | 53    |
| 10 | Andrey Amador (CRC)      | Movistar Team       | 52    |

|    | Ciclista                   | Equip                        | Punts |
| -- | -------------------------- | ---------------------------- | ----- |
| 1  | Matteo Rabottini (ITA)     | Farnese Vini-Selle Italia    | 84    |
| 2  | Stefano Pirazzi (ITA)      | Colnago-CSF Inox             | 44    |
| 3  | Andrey Amador (CRC)        | Movistar Team                | 43    |
| 4  | Michał Gołaś (POL)         | Omega Pharma-Quick Step      | 34    |
| 5  | Domenico Pozzovivo (ITA)   | Colnago-CSF Inox             | 26    |
| 6  | Jan Bárta (CZE)            | Team NetApp                  | 24    |
| 7  | Miguel Ángel Rubiano (COL) | Androni Giocattoli-Venezuela | 24    |
| 8  | Ryder Hesjedal (CAN)       | Garmin-Barracuda             | 24    |
| 9  | Joaquim Rodríguez (CAT)    | Team Katusha                 | 23    |
| 10 | Thomas de Gendt (BEL)      | Vacansoleil-DCM              | 21    |

|    | Ciclista                 | Equip                 | Temps        |
| -- | ------------------------ | --------------------- | ------------ |
| 1  | Rigoberto Urán (COL)     | Team Sky              | 91h 44′ 59″  |
| 2  | Sergio Henao (COL)       | Team Sky              | + 1' 53″     |
| 3  | Gianluca Brambilla (ITA) | Colnago-CSF Inox      | + 8' 23″     |
| 4  | Diego Ulissi (ITA)       | Lampre-ISD            | + 31' 20″    |
| 5  | Damiano Caruso (ITA)     | Liquigas-Cannondale   | + 43' 48″    |
| 6  | Tanel Kangert (EST)      | Astana Qazaqstan Team | + 44' 52″    |
| 7  | Peter Stetina (EUA)      | Garmin-Barracuda      | + 48' 28″    |
| 8  | Tom-Jelte Slagter (NED)  | Rabobank ProTeam      | + 51' 27″    |
| 9  | Stefano Pirazzi (ITA)    | Colnago-CSF Inox      | + 1h 35' 00″ |
| 10 | Ion Izagirre (ESP)       | Euskaltel–Euskadi     | + 1h 42' 57″ |

| Pos. | Equip                 | Temps        |
| ---- | --------------------- | ------------ |
| 1    | Lampre-ISD            | 274h 19′ 46″ |
| 2    | Movistar Team         | + 10' 53″    |
| 3    | Team Sky              | + 37' 07″    |
| 4    | Astana Qazaqstan Team | + 43' 12″    |
| 5    | Garmin-Barracuda      | + 51' 52"    |
| 6    | Liquigas-Cannondale   | + 54' 09″    |
| 7    | Euskaltel–Euskadi     | + 56' 27″    |
| 8    | Colnago-CSF Inox      | + 1h 10' 25″ |
| 9    | AG2R La Mondiale      | + 1h 22' 12″ |
| 10   | Team Katusha          | + 1h 30' 51″ |

| \| Pos. \| Equip \| Punts \| \| ---- \| ----------------------- \| ----- \| \| 1 \| Garmin-Barracuda \| 363 \| \| 2 \| Team Sky \| 345 \| \| 3 \| Team Katusha \| 301 \| \| 4 \| Colnago-CSF Inox \| 253 \| \| 5 \| Omega Pharma-Quick Step \| 244 \| \| 6 \| Movistar Team \| 239 \| \| 7 \| RadioShack-Nissan \| 234 \| \| 8 \| Liquigas-Cannondale \| 221 \| \| 9 \| Team Jayco AlUla \| 212 \| \| 10 \| FDJ-BigMat \| 197 \| | - Classificació de les metes volants : Martijn Keizer - Premi de la Combativitat : Mark Cavendish - Classificació Azzurri d'Itàlia: Mark Cavendish - Premi de la Fuga: Olivier Kaisen - Premi del Fair-Play: Omega Pharma-Quick Step |       |
| Pos. | Equip | Punts |
| 1 | Garmin-Barracuda | 363   |
| 2 | Team Sky | 345   |
| 3 | Team Katusha | 301   |
| 4 | Colnago-CSF Inox | 253   |
| 5 | Omega Pharma-Quick Step | 244   |
| 6 | Movistar Team | 239   |
| 7 | RadioShack-Nissan | 234   |
| 8 | Liquigas-Cannondale | 221   |
| 9 | Team Jayco AlUla | 212   |
| 10 | FDJ-BigMat | 197   |

### UCI World Tour
El Giro d'Itàlia atorga punts per l'UCI World Tour 2012 sols als ciclistes dels equips de categoria ProTeam.
| Position              | 1r  | 2n  | 3r  | 4t | 5è | 6è | 7è | 8è | 9è | 10è | 11è | 12è | 13è | 14è | 15è | 16è | 17è | 18è | 19è | 20è |
| Classificació general | 170 | 130 | 100 | 90 | 80 | 70 | 60 | 52 | 44 | 38  | 32  | 26  | 22  | 18  | 14  | 10  | 8   | 6   | 4   | 2   |
| Per etapa             | 16  | 8   | 4   | 2  | 1  |    |    |    |    |     |     |     |     |     |     |     |     |     |     |     |

| #  | Ciclista          | Equip               | Punts |
| -- | ----------------- | ------------------- | ----- |
| 1  | Ryder Hesjedal    | Garmin-Barracuda    | 185   |
| 2  | Joaquim Rodríguez | Team Katusha        | 182   |
| 3  | Thomas de Gendt   | Vacansoleil-DCM     | 119   |
| 4  | Michele Scarponi  | Lampre-ISD          | 103   |
| 5  | Ivan Basso        | Liquigas-Cannondale | 88    |
| 6  | Damiano Cunego    | Lampre-ISD          | 78    |
| 7  | Rigoberto Urán    | Team Sky            | 62    |
| 8  | Mark Cavendish    | Team Sky            | 58    |
| 9  | Sergio Henao      | Team Sky            | 46    |
| 10 | Mikel Nieve       | Euskaltel–Euskadi   | 42    |

| Suite du classement (11-59) | Suite du classement (11-59) | Suite du classement (11-59) | Suite du classement (11-59) |
| --------------------------- | --------------------------- | --------------------------- | --------------------------- |
| 11                          | John Gadret                 | AG2R La Mondiale            | 33                          |
| 12                          | Matthew Goss                | Team Jayco AlUla            | 32                          |
| 13                          | Roman Kreuziger             | Astana Qazaqstan Team       | 30                          |
| 14                          | Dario Cataldo               | Omega Pharma-Quick Step     | 27                          |
| 15                          | Andrey Amador               | Movistar Team               | 20                          |
| 16                          | Johann Tschopp              | BMC Racing Team             | 18                          |
| 17                          | Paolo Tiralongo             | Astana Qazaqstan Team       | 17                          |
| 18                          | Lars Ytting Bak             | Lotto-Belisol               | 16                          |
| 18                          | Ion Izagirre                | Euskaltel–Euskadi           | 16                          |
| 18                          | Taylor Phinney              | BMC Racing Team             | 16                          |
| 18                          | Marco Pinotti               | BMC Racing Team             | 16                          |
| 18                          | Geraint Thomas              | Team Sky                    | 16                          |
| 18                          | Francisco Ventoso           | Movistar Team               | 16                          |
| 24                          | Hubert Dupont               | AG2R La Mondiale            | 10                          |
| 25                          | Marzio Bruseghin            | Movistar Team               | 8                           |
| 25                          | Sandy Casar                 | FDJ-BigMat                  | 8                           |
| 25                          | Francesco Chicchi           | Omega Pharma-Quick Step     | 8                           |
| 25                          | Juan José Haedo             | Team Saxo Bank              | 8                           |
| 25                          | Beñat Intxausti             | Movistar Team               | 8                           |
| 25                          | Alexander Kristoff          | Team Katusha                | 8                           |
| 25                          | Adriano Malori              | Lampre-ISD                  | 8                           |
| 32                          | Tyler Farrar                | Garmin-Barracuda            | 6                           |
| 32                          | Sergio Pardilla             | Movistar Team               | 6                           |
| 32                          | Alex Rasmussen              | Garmin-Barracuda            | 6                           |
| 35                          | Mark Renshaw                | Rabobank ProTeam            | 5                           |
| 36                          | Daniele Bennati             | RadioShack-Nissan           | 4                           |
| 36                          | Stef Clement                | Rabobank ProTeam            | 4                           |
| 36                          | Francis de Greef            | Lotto-Belisol               | 4                           |
| 36                          | Michał Gołaś                | Omega Pharma-Quick Step     | 4                           |
| 36                          | Robert Hunter               | Garmin-Barracuda            | 4                           |
| 36                          | Alberto Losada              | Team Katusha                | 4                           |
| 36                          | Giacomo Nizzolo             | RadioShack-Nissan           | 4                           |
| 36                          | Fränk Schleck               | RadioShack-Nissan           | 4                           |
| 36                          | Jesse Sergent               | RadioShack-Nissan           | 4                           |
| 36                          | Geoffrey Soupe              | FDJ-BigMat                  | 4                           |
| 36                          | Tomas Vaitkus               | Team Jayco AlUla            | 4                           |
| 36                          | Giovanni Visconti           | Movistar Team               | 4                           |
| 48                          | Jan Bakelants               | RadioShack-Nissan           | 2                           |
| 48                          | Manuele Boaro               | Team Saxo Bank              | 2                           |
| 48                          | Damiano Caruso              | Liquigas-Cannondale         | 2                           |
| 48                          | Arnaud Démare               | FDJ-BigMat                  | 2                           |
| 48                          | Aleksandr Diatxenko         | Astana Qazaqstan Team       | 2                           |
| 48                          | Mathias Frank               | BMC Racing Team             | 2                           |
| 48                          | Daniel Moreno               | Team Katusha                | 2                           |
| 55                          | Manuel Belletti             | AG2R La Mondiale            | 1                           |
| 55                          | Lucas Sebastián Haedo       | Team Saxo Bank              | 1                           |
| 55                          | José Herrada                | Movistar Team               | 1                           |
| 55                          | Gustav Larsson              | Vacansoleil-DCM             | 1                           |
| 55                          | Ivan Santaromita            | BMC Racing Team             | 1                           |

## Evolució de les classificacions
| Etapa | Vencedor             | Classificació general | Classificació per punts | Classificació de la muntanya | Classificació dels joves | Trofeu Fast Team    | Trofeu Super Team |
| ----- | -------------------- | --------------------- | ----------------------- | ---------------------------- | ------------------------ | ------------------- | ----------------- |
| 1a    | Taylor Phinney       | Taylor Phinney        | Taylor Phinney          | no entregat                  | Taylor Phinney           | Garmin-Barracuda    | Garmin-Barracuda  |
| 2a    | Mark Cavendish       | Taylor Phinney        | Mark Cavendish          | Alfredo Balloni              | Taylor Phinney           | Garmin-Barracuda    | Garmin-Barracuda  |
| 3a    | Matthew Goss         | Taylor Phinney        | Matthew Goss            | Alfredo Balloni              | Taylor Phinney           | Garmin-Barracuda    | Garmin-Barracuda  |
| 4a    | Garmin-Barracuda     | Ramūnas Navardauskas  | Matthew Goss            | Alfredo Balloni              | Ramūnas Navardauskas     | Garmin-Barracuda    | Garmin-Barracuda  |
| 5a    | Mark Cavendish       | Ramūnas Navardauskas  | Matthew Goss            | Alfredo Balloni              | Ramūnas Navardauskas     | Garmin-Barracuda    | Garmin-Barracuda  |
| 6a    | Miguel Ángel Rubiano | Adriano Malori        | Matthew Goss            | Miguel Ángel Rubiano         | Adriano Malori           | Garmin-Barracuda    | Garmin-Barracuda  |
| 7a    | Paolo Tiralongo      | Ryder Hesjedal        | Matthew Goss            | Miguel Ángel Rubiano         | Peter Stetina            | Garmin-Barracuda    | Garmin-Barracuda  |
| 8a    | Domenico Pozzovivo   | Ryder Hesjedal        | Matthew Goss            | Miguel Ángel Rubiano         | Damiano Caruso           | Liquigas-Cannondale | Garmin-Barracuda  |
| 9a    | Francisco Ventoso    | Ryder Hesjedal        | Matthew Goss            | Miguel Ángel Rubiano         | Damiano Caruso           | Liquigas-Cannondale | Garmin-Barracuda  |
| 10a   | Joaquim Rodríguez    | Joaquim Rodríguez     | Matthew Goss            | Miguel Ángel Rubiano         | Damiano Caruso           | Liquigas-Cannondale | Garmin-Barracuda  |
| 11a   | Roberto Ferrari      | Joaquim Rodríguez     | Mark Cavendish          | Miguel Ángel Rubiano         | Damiano Caruso           | Liquigas-Cannondale | Garmin-Barracuda  |
| 12a   | Lars Ytting Bak      | Joaquim Rodríguez     | Mark Cavendish          | Michał Gołaś                 | Damiano Caruso           | Movistar Team       | Garmin-Barracuda  |
| 13a   | Mark Cavendish       | Joaquim Rodríguez     | Mark Cavendish          | Michał Gołaś                 | Damiano Caruso           | Movistar Team       | Garmin-Barracuda  |
| 14a   | Andrey Amador        | Ryder Hesjedal        | Mark Cavendish          | Michał Gołaś                 | Rigoberto Urán           | Movistar Team       | Garmin-Barracuda  |
| 15a   | Matteo Rabottini     | Joaquim Rodríguez     | Mark Cavendish          | Matteo Rabottini             | Sergio Henao             | Movistar Team       | Garmin-Barracuda  |
| 16a   | Ion Izagirre         | Joaquim Rodríguez     | Mark Cavendish          | Matteo Rabottini             | Sergio Henao             | Movistar Team       | Garmin-Barracuda  |
| 17a   | Joaquim Rodríguez    | Joaquim Rodríguez     | Mark Cavendish          | Matteo Rabottini             | Rigoberto Urán           | Movistar Team       | Garmin-Barracuda  |
| 18a   | Andrea Guardini      | Joaquim Rodríguez     | Mark Cavendish          | Matteo Rabottini             | Rigoberto Urán           | Movistar Team       | Garmin-Barracuda  |
| 19a   | Roman Kreuziger      | Joaquim Rodríguez     | Mark Cavendish          | Matteo Rabottini             | Rigoberto Urán           | Movistar Team       | Garmin-Barracuda  |
| 20a   | Thomas de Gendt      | Joaquim Rodríguez     | Joaquim Rodríguez       | Matteo Rabottini             | Rigoberto Urán           | Lampre-ISD          | Garmin-Barracuda  |
| 21a   | Marco Pinotti        | Ryder Hesjedal        | Joaquim Rodríguez       | Matteo Rabottini             | Rigoberto Urán           | Lampre-ISD          | Garmin-Barracuda  |
| Final | Final                | Ryder Hesjedal        | Joaquim Rodríguez       | Matteo Rabottini             | Rigoberto Urán           | Lampre-ISD          | Garmin-Barracuda  |